# Episodi de I misteri di Murdoch (nona stagione)
La nona stagione della serie televisiva I misteri di Murdoch è trasmessa in Canada dalla CBC a partire dal 5 ottobre 2015. Il 21 dicembre 2015 è andato in onda uno speciale dal titolo A Merry Murdoch Christmas dalla durata di due ore.
In Italia lo special natalizio è stato trasmesso su Giallo il 20 dicembre 2021, mentre la stagione è trasmessa a partire dal 24 gennaio 2022.
Con la nona stagione entra nel cast principale Mouna Traoré (Rebecca James); ne esce Georgina Reilly (dottoressa Emily Grace).
| n°      | Titolo originale          | Titolo italiano                   | Prima TV Canada  | Prima TV Italia  |
| ------- | ------------------------- | --------------------------------- | ---------------- | ---------------- |
| 1       | Nolo Contendere           | Nolo contendere                   | 5 ottobre 2015   | 24 gennaio 2022  |
| 2       | Marked Twain              | Obiettivo Twain                   | 12 ottobre 2015  | 24 gennaio 2022  |
| 3       | Double Life               | Doppia vita                       | 26 ottobre 2015  | 31 gennaio 2022  |
| 4       | Barenaked Ladies          | Statue di donne nude              | 2 novembre 2015  | 31 gennaio 2022  |
| 5       | 24 Hours Til Doomsday     | 24 ore alla fine del mondo        | 9 novembre 2015  | 7 febbraio 2022  |
| 6       | The Local Option          | L'opzione locale                  | 16 novembre 2015 | 7 febbraio 2022  |
| 7       | Summer of '75             | L'estate del '75                  | 23 novembre 2015 | 14 febbraio 2022 |
| 8       | Pipe Dreamzzz             | Sogni da oppio                    | 30 novembre 2015 | 14 febbraio 2022 |
| Special | A Merry Murdoch Christmas | Un felice Natale in stile Murdoch | 21 dicembre 2015 | 20 dicembre 2021 |
| 9       | Raised on Robbery         | Un’infanzia tra rapine            | 11 gennaio 2016  | 21 febbraio 2022 |
| 10      | The Big Chill             | Il grande freddo                  | 18 gennaio 2016  | 21 febbraio 2022 |
| 11      | A Case of the Yips        | Un caso di yips                   | 28 gennaio 2016  | 28 febbraio 2022 |
| 12      | Unlucky in Love           | Sfortunata in amore               | 1 febbraio 2016  | 28 febbraio 2022 |
| 13      | Colour Blinded            | Abbagliati dal colore             | 8 febbraio 2016  | 7 marzo 2022     |
| 14      | Wild Child                | La ragazza selvaggia              | 22 febbraio 2016 | 7 marzo 2022     |
| 15      | House of Industry         | Il ricovero dei senzatetto        | 29 febbraio 2016 | 14 marzo 2022    |
| 16      | Bl..dy H.ll               | Per la miseria                    | 7 marzo 2016     | 14 marzo 2022    |
| 17      | From Buffalo with Love    | Da Buffalo con amore              | 14 marzo 2016    | 21 marzo 2022    |
| 18      | Cometh the Archer         | Verrà l'arciere                   | 21 marzo 2016    | 21 marzo 2022    |

## Nolo contendere
- Titolo originale: Nolo Contendere
- Diretto da: T.W. Peakocke
- Scritto da: Peter Mitchell e Paul Aitken

### Trama
In seguito all'omicidio di Archibald Brooks, George Crabtree si trova recluso nel penitenziario cittadino. Lì ha ritrovato anche l'ex capo ispettore Giles, che sta scontando la propria condanna. Durante l'ora d'aria i due hanno spesso occasione di parlare e instaurano un amichevole rapporto; Giles non sembra nutrire rancore e a Crabtree, relativamente alla situazione in cui si è trovato, rimprovera soltanto di aver aderito alla norma del nolo contendere: di non aver cioè né confermato né smentito le accuse che gli sono state mosse. Crabtree infatti, come poco più avanti confesserà a Murdoch, teme sia stata Edna ad uccidere il marito violento, con la pistola che lui stesso le aveva procurato a scopo di difesa: l'ambiguità del silenzio gli pare il modo migliore per proteggerla.
 Un giorno Crabtree viene avvicinato da un altro detenuto, Julian Foster, che gli accenna oscuramente a qualcuno che starebbe cercando Edna. Prima di riuscire a parlare di nuovo con Crabtree, Foster viene aggredito e accoltellato a morte. Da un tatuaggio sul suo braccio Crabtree capisce che l'uomo aveva militato nello stesso Reggimento di Archibald Brooks. Preoccupato per Edna, si risolve a chiedere l'aiuto di Murdoch; il detective accorre al penitenziario, trova l'arma del delitto e si fa carico dell'indagine.
 Nel frattempo il vecchio appartamento dei Brooks viene visitato da strani intrusi: non c'è stata effrazione e il nuovo inquilino assicura che nulla è stato rubato. Murdoch però, incuriosito dal fatto che le tende alle finestre sembrano esser state volutamente chiuse, approfondisce l'indagine. E con l'aiuto di Julia, confrontando foto del passato e del presente, scopre che in cucina la canna fumaria è stata spostata: dunque gli intrusi cercavano qualcosa.
 Continuando ad indagare Murdoch scopre una vecchia storia che sembrerebbe collocare gli inizi del caso in Sudafrica, durante la guerra. Pare che Brooks e alcuni commilitoni si fossero impadroniti di un grosso diamante grezzo. Forse Brooks lo aveva recuperato e nascosto all'insaputa dei complici, che ora lo rivogliono. Tornato nel vicolo dove giaceva il corpo di Brooks, il detective trova effettivamente un piccolo involto celato nella cavità di un muro; viene però aggredito alle spalle, e il pacchetto scompare.
 Nel frattempo Crabtree e Giles hanno messo in atto uno stratagemma per scoprire chi abbia ucciso Foster: fingendo un giro di scommesse all'interno del penitenziario, hanno indotto i detenuti ad indicare i probabili killer. Alla fine il nome che hanno ottenuto è quello di Pearson, un violento carcerato che non ha più nulla da perdere. Dietro garanzia che l'anziana madre potrà tenere il denaro pagato per il delitto su commissione, Pearson ammette il fatto e denuncia il mandante, riconoscendolo in una foto. Si tratta di Joseph Pringle, un altro dei commilitoni di Brooks.
 Crabtree ha finalmente rivelato il nascondiglio di Edna; la donna ammette di aver trovato il marito morto e di aver sospettato di George, ma non può fornire elementi utili. Simon invece, interrogato su ciò che potrebbe aver visto la notte dell'omicidio, identifica Pringle come l'uomo che aveva notato aggirarsi nei pressi dell'appartamento: portava una sciarpa bianca blu e rossa, la sciarpa che è stata ritrovata sporca del sangue di Brooks.
 Analizzando i soldi dati a Pearson e il sacchetto in cui erano stati consegnati, Murdoch identifica il luogo di lavoro dell'uomo - un negozio di biciclette - e si reca ad arrestarlo. Nel tentativo di sottrarsi alla cattura Pringle cade da un tetto e muore sul colpo. Sul cadavere viene però ritrovato il diamante, che di lì a poco si scopre essere appartenuto ad un ricco olandese del Transvaal. Le prove raccolte sono ormai sufficienti: Crabtree viene scagionato e subito rilasciato; con un pizzico di mestizia, si congeda da Giles. Rientra al Distretto come agente di terza classe in prova, ma è ugualmente felice perché pensa di poter finalmente iniziare la sua vita con Edna. Ma così non sarà. Tra le prove raccolte Crabtree vede e riconosce la famosa sciarpa, che non appartiene a Pringle o ad altri, bensì a Simon: dunque è il ragazzo ad aver ucciso il padre, forse per legittima difesa o forse per errore. Sentendo parlare della sciarpa, Edna lo aveva capito: ora infatti è scomparsa, portandosi dietro Simon e lasciando a George una tenera lettera di addio. Murdoch decide di non indagare oltre, accontentandosi di aver salvato Crabtree.
 Rimasto solo, George viene confortato da Emily, che però di lì a qualche settimana partirà per l'Inghilterra assieme a Lillian.
- Altri interpreti: Nigel Bennett (ex capo ispettore Giles), Tamara Hope (Edna Brooks), Percy Hynes White (Simon Brooks), David Alexander Miller (Archibald Brooks), Sara Mitich (Lillian Moss), Tony Munch (Julian Foster), James Cade (Ted), Luis Fernandes (Lester), Brian Bisson (Pearson), Jennifer Higgin (signora Pearson), Kimberley Shoniker (signora Rope), Kyle Mitchell (signor Suffock), Brayden Jones (Joseph Pringle), Brett McCraig e Tim Finnigan (i secondini), Lorne Hunter (il detenuto delle scommesse)

## Obiettivo Twain
- Titolo originale: Marked Twain
- Diretto da: T.W. Peakocke
- Scritto da: Peter Mitchell

### Trama
Mark Twain, il famoso scrittore ed umorista, è in città per tenere una serie di conferenze. In particolare, sarà ospite dell'Empire Club dietro invito di uno dei soci, il signor Eldridge, lì presente con la moglie. Malgrado la fama raggiunta, la presenza di Twain viene però sentita da molti come un oltraggio: lo scrittore è membro della Lega Antimperialista avversa alla Corona britannica, e dunque in netto contrasto con i principi stessi su cui si fonda il Club. Così, quando durante la conferenza uno sparo manca di poco Twain, i possibili colpevoli dell'attentato sono numerosi. Purtroppo nessuno ha notato particolari utili, nemmeno Murdoch e Brackenreid, che pure erano presenti. L'ispettore stava cercando di diventare socio del Club; dopo l'attentato, su di lui vengono esercitate parecchie pressioni perché, in cambio dell'ammissione, egli si adoperi per allontanare dalla città lo scomodo Mark Twain. L'indagine risulta comunque difficile: nemmeno il ritrovamento della pistola, una calibro 44, fornisce indizi rilevanti.
 Con cautela Brackenreid avanza la proposta che Mark Twain lasci Toronto per tutelare la propria sicurezza, ma lo scrittore rifiuta decisamente: sa di aver suscitato molte ostilità, ma non è disposto a rinunciare alla forza delle idee che nutre contro l'ingiustizia. Inoltre, parlando con Murdoch e Julia, racconta parte della sua vita e finisce per ammettere di avere problemi economici: ha fatto investimenti sbagliati, ormai ha pochi soldi e le esibizioni pubbliche gli sono indispensabili per pagare i debiti. La rivelazione fornisce un possibile movente per l'attentato: il signor Hendrickson ad esempio detesta Twain perché è stato finanziariamente danneggiato dal fallimento di uno degli investimenti patrocinati dallo scrittore. Contro di lui però non viene trovato nulla di concreto.
 Poiché Twain pare deciso a rimanere, Julia si presta ad aiutarlo e lo ingaggia per una serie di conferenze sul tema del voto femminile. Purtroppo ciò non fa che complicare ulteriormente la situazione, e Twain subisce un altro attentato (di nuovo senza conseguenze) nella sua stanza d'albergo.
 Poiché l'indagine rimane ancora impantanata nell'assoluta mancanza di indizi, l'agente Higgins viene infiltrato all'Empire Club sotto falsa identità: fingendosi emigrato di recente in Canada dall'Inghilterra, prende contatto con i soci e riesce a scoprire un piano di sabotaggio al nuovo discorso di Mark Twain sul voto alle donne, patrocinato da Julia. Malgrado ciò, Brackenreid rifiuta l'ennesima richiesta di annullare la conferenza da parte del presidente del Club, il signor Wilson: così facendo, l'ispettore danneggia definitivamente le sue possibilità di ammissione, ma con rispetto lascia libero lo scrittore di illustrare e sostenere le proprie idee. Inizialmente la conferenza ha grande successo, ma a funestarla interviene l'ennesimo attentato. E questa volta c'è una vittima: salito sul palco per portare all'oratore un bicchier d'acqua, il signor Benson, assistente di Mark Twain, viene mortalmente raggiunto da uno sparo. Dopo i rilievi Murdoch inizia a nutrire qualche perplessità: nell'occasione la visuale dell'ignoto sparatore era ampia, il tiro facile; perché allora Mark Twain non è stato colpito? Se lo scrittore è stato solo un diversivo, si fa strada l'ipotesi che il vero bersaglio degli attentati fosse sin dall'inizio lo stesso Benson.
 Questa è finalmente la pista giusta da seguire. Crabtree, infiltratosi di sua iniziativa al Club come barman, scopre che Benson lavorava per Twain su commissione, guadagnando sulle percentuali degli incassi delle conferenze. In precedenza però aveva lavorato all'Empire Club, proprio come barman, mostrandosi disponibile a soddisfare richieste di qualunque tipo. Il giovanotto era noto anche per le sue numerose scappatelle: una delle sue amanti era stata la signora Eldridge. Diffusasi all'interno del Club, la voce sulla relazione era risultata oltremodo imbarazzante per il marito, che è dunque il colpevole tanto cercato.
 Al termine dell'indagine Mark Twain è finalmente libero di riprendere il filo della propria esistenza. Si congeda con gratitudine, e a George Crabtree lascia l'esortazione a proseguire nella sua attività di scrittore.
- Altri interpreti: William Shatner (Mark Twain), Arwen Humphreys (Margaret Brackenreid), Sara Mitich (Lillian Moss), Ian D. Clark (Clarence Eldridge), Bree Wasylenko (Clarissa Eldridge), Lorne Kennedy (Wendel Wilson), Ross Mason (Richard Fanshaw), Peter Crockett (Randolf Hendrickson), Brian Hamman (Owens), Matthew Donovan (Branaugh), Kevin McGarry (Benson)

## Doppia vita
- Titolo originale: Double Life
- Diretto da: Gary Harvey
- Scritto da: Jordan Christianson

### Trama
Tutto è pronto per il viaggio di Emily e Lillian, che intendono raggiungere Londra per unirsi al movimento delle suffragette della signora Emmeline Pankhurst. I loro progetti subiscono però una tragica battuta d'arresto: il giorno prima della partenza Lillian viene uccisa per strada; la ragazza è stata raggiunta da un unico colpo d'arma da fuoco sparato a distanza ravvicinata, dunque era davvero lei la vittima designata. Distrutta dal dolore, Emily è in preda a sensi di colpa per non aver accettato di partire prima, come Lillian aveva chiesto più volte; contemporaneamente si rende conto di sapere ben poco dell'amica, del suo passato o della sua famiglia. Al Distretto, benché l'ispettore Brackenreid avesse tentato di proteggere il suo segreto, Emily finisce per ammettere senza difficoltà la relazione con Lillian: purtroppo la cosa non pare utile ai fini dell'indagine, e induce soltanto Crabtree, che di Emily era stato innamorato, a farsi qualche domanda e a nutrire qualche dubbio. In seguito però è proprio George a confortare Emily, smarrita per la falsità che avverte nel suo rapporto con Lillian, ricordandole invece quanto fossero reali i sentimenti che la legavano all'amica.
 I primi elementi significativi vengono infine trovati tra le cose di Lillian: il biglietto da visita di un investigatore di nome Morris Kerr e la somma di 400 dollari, custodita nella sua cassetta di sicurezza in banca. I soldi risultano dati a Lillian da Wayland Porter, un sedicente "zio" della ragazza che in realtà l'aveva pagata come accompagnatrice in alcune occasioni mondane, per evitare il diffondersi di voci sulla propria omosessualità. Le necessità di denaro di Lillian sembrano risalire a circa quattro mesi prima, proprio in coincidenza con la decisione di partire per Londra. Nel tentativo di capire cosa sia accaduto, Emily sottrae dalle prove raccolte alcune lettere di Lillian: scopre così che era stata Lillian per prima a chiedere di unirsi al movimento londinese, mentre la signora Pankhurst aveva consigliato che rimanesse a Toronto e che da lì lavorasse per la causa. Dunque Lillian ha mentito ed Emily inizia a chiedersi perché l'amica volesse a tutti i costi lasciare il Paese. Una possibile risposta è data dal ritrovamento dei resti del detective Kerr: l'uomo è stato ucciso e risulta morto da circa cinque mesi. Si può ipotizzare che Lillian fosse in qualche modo coinvolta, infatti in base ad un appunto sulla sua agenda la ragazza era sulla scena del crimine il giorno dell'omicidio.
 Mentre la stanza di Lillian, attigua a quella di Emily, viene occupata dal nuovo inquilino Daniel Miles, emergono altri particolari sul passato della ragazza. Emily scopre che l'amica aveva avuto una relazione con una donna di nome Sadie Elms e gli investigatori trovano tracce di Lillian sotto un altro nome: Helen Walker di Port Credit, una donna che il detective Kerr era stato incaricato di cercare. Scavando ancora si scopre che tempo prima Helen era stata coinvolta in un tragico incidente: durante una gita sul lago con i coniugi Joe e Gladys Holler, la loro barca aveva urtato uno scoglio, era affondata e soltanto Helen era sopravvissuta. Questo è ciò che risulta dalla narrazione dell'agente Conroy, che all'epoca si era occupato del caso. Murdoch scopre però che l'indagine era stata condotta male e con troppa superficialità: nuovi indizi inducono a pensare che una relazione tra Gladys e Lillian (forse interrotta dalla signora Holler) avesse portato Lillian ad uccidere per gelosia.
 Questo è ciò che ha sempre pensato anche Nicholas Horsely, il fratello di Gladys; è lui infatti ad aver assunto Kerr. L'uomo però nega di aver avuto notizie recenti di Helen/Lillian, anche se il cambiamento di nome e la fuga della donna si spiegano con l'ostilità che lui le aveva spesso manifestato. Per il giorno della morte di Lillian comunque Horsely fornisce un alibi convincente, e gli investigatori sono costretti ad escluderlo.
 Alla fine inoltre si scopre che i fatti si erano svolti in maniera ben diversa da come Horsely aveva sempre pensato: Emily, sconvolta da tutto ciò che le si è rovesciato addosso negli ultimi giorni, arriva a capire che la signorina Elms è in realtà Gladys Holler, e da lei ottiene finalmente la verità. La tragica gita in barca, organizzata dal signor Holler, avrebbe dovuto portare alla morte di Helen, che minacciava il suo matrimonio; per difendere l'amante, la signora Holler aveva colpito il marito con un remo, scaricando il corpo fuoribordo e lasciando che Helen inscenasse l'incidente, nel timore di non essere creduta dalla polizia. Le due donne si erano poi separate, per proteggere la fuga di Gladys.
 Ma Joe Holler non è davvero morto: attualmente si nasconde sotto il nome di Daniel Miles ed è lui che, avendola rintracciata a Toronto, ha ucciso Lillian per vendicarsi. Non ha mai smesso di cercare la moglie, per ricondurla sotto il suo controllo e seguendo Emily riesce infine a ritrovarla. Aggredisce le due donne ma al termine della violenta colluttazione è Emily ad avere la meglio: anche lei sta per vendicarsi, uccidendo Holler, ma George arriva appena in tempo per impedirle di diventare a sua volta un'assassina.
 Di lì a poco Emily decide di partire comunque per Londra, ed è di nuovo George che l'accompagna alla stazione, confortandola e incoraggiandola con affetto.
 Nel frattempo l'anziano e malandato dottor Peter Slater, che avrebbe dovuto essere il nuovo coroner di Toronto, muore durante il viaggio verso la città: Julia riprende così il suo vecchio lavoro all'obitorio.
- Altri interpreti: Sara Mitich (Lillian Moss), Joanne Boland (Sadie Elms), Jamie Spilchuk (Daniel Miles), Jonathan Eliot (Nicholas Horsely), Peter Michael Dillon (Wayland Porter), Alden Adair (agente Conroy)

## Statue di donne nude
- Titolo originale: Barenaked Ladies
- Diretto da: Laurie Lynd
- Scritto da: Carol Hay

### Trama
Nel parco cittadino è comparsa una strana statua: è di metallo e rappresenta una giovane donna nuda. Incuriositi, molti passanti si fermano ad ammirarla ma all'improvviso un uomo, disgustato da quello spettacolo che considera osceno, tenta di distruggerla e la colpisce con un martello. Inaspettatamente la statua si mette a sanguinare: il metallo infatti ricopre il corpo di una donna. L'autopsia rivela che è morta da circa diciotto ore, pugnalata al cuore dopo esser stata sedata; in seguito è stata ricoperta di metallo, con un processo di galvanizzazione. Non si tratta di un lavoro da dilettanti, tanto più che il processo chimico è stato applicato a materiale organico: ciò conduce alla Fonderia Kirkham, forse l'unico luogo in cui la cosa può esser stata realizzata. Il proprietario James Kirkham però non fornisce informazioni utili.
 Nel giro di poche ore vengono ritrovate altre due vittime, ridotte a statue metalliche come la prima; solo il modo in cui i corpi sono stati disposti risulta ogni volta diverso. Le ragazze sono state uccise a poche ore di distanza l'una dall'altra, dopo aver consumato il loro ultimo pasto con l'assassinio, che poi le ha galvanizzate prendendosi tutto il tempo necessario. Gli investigatori ipotizzano che possa trattarsi di prostitute e ciò fa venire in mente a Murdoch un vecchio caso accaduto ad Hamilton: quello di Albert Dry, che uccideva donne di strada. Dry però è morto, inoltre i più recenti delitti non sembrano opera di un serial killer: le ragazze sono state radunate insieme da qualche parte e uccise; il loro assassino vuole che siano guardate. I poliziotti setacciano comunque i quartieri malfamati e fermano Ginny e Cora, due prostitute che avevano cercato di scappare, ma da loro ottengono ben poco. Anche l'identificazione della scena del crimine, un fatiscente ritrovo di prostitute prospiciente la Fonderia Kirkham, non riesce a fornire tracce significative. In seguito però Ginny, parlando con Julia, si decide almeno ad identificare le vittime: Doreen Booth, Fern Mason ed Elsie Black, tre ragazze che avevano lavorato con lei.
 Di lì a poco viene ritrovata una quarta statua metallica: questa però non ha i lineamenti del volto e non racchiude un cadavere, bensì un manichino. Studiando più a fondo le pose delle statue, Murdoch riconosce una somiglianza con i personaggi dell'Ultima Cena di Leonardo da Vinci; il manichino prende il posto di Gesù, le tre statue precedenti riproducono invece alcuni Apostoli: Giuda Iscariota, Pietro e Tommaso. Sembra dunque che l'assassinio abbia voluto attirare l'attenzione sul tema del tradimento, e c'è l'inquietante possibilità che il suo piano preveda altri nove cadaveri. Tutto ciò induce Murdoch a riprendere in mano i fascicoli del caso Dry: lì, con l'aiuto di Julia, trova finalmente elementi interessanti. Albert Dry, accusato di vari omicidi, era stato scarcerato a causa di un cavillo; di lì a poco, il 29 marzo 1901, era stato ucciso con pugnalate multiple dopo esser stato sedato. Sally Brown, la tenutaria del bordello di Hamilton dove lavoravano le vittime, era stata incriminata velocemente, aveva confessato e in seguito era stata impiccata. Interrogando padre Raymond, che aveva spiritualmente assistito la donna in carcere, Murdoch si convince che Sally sia andata alla forca per proteggere qualcuno.
 Quando Julia identifica cinque mani e cinque armi diverse che hanno causato la morte di Dry, il vecchio dramma può essere ricostruito. Cinque donne del bordello di Hamilton si erano accordate per eliminare Dry, ingiustamente scarcerato: Sally, Doreen, Fern, Elsie ed una quinta ancora ignota. Durante le indagini le ragazze erano state interrogate e le loro testimonianze, tra l'incerto e l'accusatorio, avevano portato sulla forca Sally, l'unica che non avesse tradito le altre. Tenendo presente che anche Ginny aveva lavorato ad Hamilton, c'è la possibilità che lei diventi l'ultima vittima. Quando però padre Raymond ricorda che Sally, prima di morire, aveva lasciato a Ginny la propria Bibbia con una dedica affettuosa in cui la indicava come "amica fedele", Murdoch capisce che la ragazza è la quinta carnefice di Dry, nonché l'assassina delle ex compagne. Ginny, che dal suo vecchio cliente James Kirkham ha appreso tutto ciò che le serviva sulla galvanizzazione, le ha uccise per vendicare Sally.
 Accorsi al luogo dove ha assassinato le altre, gli investigatori trovano anche Ginny già morta: non riuscendo a perdonare nemmeno se stessa per ciò che è accaduto a Sally, si è suicidata tagliandosi le vene, come probabilmente aveva pianificato sin dall'inizio.
 Durante l'indagine Julia, che ha ripreso stabilmente il proprio posto come coroner, fa la conoscenza di Rebecca James, la giovane addetta alle pulizie nell'obitorio. Avendo notato l'intelligente interesse della ragazza per le questioni mediche, le fa avere una copia della Anatomia del Gray, e la esorta a studiarne alcune parti interessanti.
- Altri interpreti: Mouna Traoré (Rebecca James), Louisa Lytton (Ginny Beasley), Richard Fitzpatrick (James Kirkham), Gordon Bolan (padre Raymond), Courtney Deelen (Cora), Peter Young Jarvis (il cittadino che protesta), Regan Brown (la madre), Markus Radan (Tommy Baker), Joe Silvaggio (il vagabondo)

## 24 ore alla fine del mondo
- Titolo originale: 24 Hours Til Doomsday
- Diretto da: Gary Harvey
- Scritto da: Paul Aitken

### Trama
All'uscita dal cinema dove hanno assistito alla proiezione del Viaggio nella Luna, Murdoch e Julia vengono prelevati da un gruppo di uomini; in segreto vengono condotti alla presenza di Terrence Meyers e del Primo Ministro Wilfrid Laurier che li informano dell'esistenza di una grave crisi che coinvolge il Canada. È stato ricevuto un messaggio anonimo che minaccia il lancio di un missile armato di dinamite contro la città di New York se il Governo non accetterà di pagare quattro milioni di dollari entro ventiquattro ore. In passato la Difesa, nella persona del Ministro Ferguson, aveva elaborato il cosiddetto "Progetto D", un piano che prevedeva l'uso di armi come deterrente; data la sua pericolosità il piano era stato accantonato e Ferguson trasferito ad altro incarico. Ora però sembra che il progetto sia stato ripreso ed attuato: bisogna dunque stabilire se dietro la cosa ci sia Ferguson, che risulta irreperibile. Nemmeno il Viceministro Lester Mogg è in grado di rintracciarlo.
 Murdoch calcola che la tecnologia a disposizione non consente di realizzare un missile adatto allo scopo e in grado di coprire una così grande distanza: forse si tratta di un bluff. Quando però si scopre che a nome di Ferguson sono stati comprati parecchi materiali pericolosi, Murdoch cambia idea: se a portare l'esplosivo fosse non un missile bensì un razzo (cioè qualcosa in grado di avere in sé la propria energia) la minaccia sarebbe reale.
 Sembra che Ferguson abbia avuto contatti con una certa dottoressa Janice Kemp, che potrebbe averlo aiutato; quando però Murdoch rintraccia il domicilio di Kemp, trova il geniale inventore James Pendrick intento a sperimentare una tuta alare di sua creazione. Con la collaborazione e il finanziamento di Svetlana Tsiolkosky, figlia di un fisico russo che si è occupato di viaggi spaziali, Pendrick intende portare a termine un ambizioso progetto: ha costruito un razzo che lo porterà in orbita; dopo un viaggio di circa due ore, all'altezza del Borneo, si getterà fuori bordo per tornare a terra grazie alla sua tuta alare. Anche se i materiali di Ferguson risultano consegnati lì, Pendrick nega decisamente che il razzo sia destinato a trasportare armi di distruzione: il suo obiettivo ultimo è la luna. Murdoch tuttavia gli fa capire che Ferguson intendeva usare il progetto per ben altri scopi.
 La situazione si complica quando Ferguson viene trovato morto: è stato strangolato prima dell'invio del messaggio anonimo, dunque non è lui il responsabile. Nel suo stomaco viene rinvenuta la chiave di un armadietto della Union Station: custodisce il duplicato dei documenti di Pendrick relativi al razzo, che qui però risulta puntato su New York. Si rende dunque necessario informare gli americani, affinché prendano i necessari provvedimenti; recatisi all'ambasciata, Murdoch e gli altri trovano Allen Clegg che, senza mezzi termini, dichiara che se il razzo verrà lanciato, tra Stati Uniti e Canada sarà guerra. A malincuore il Primo Ministro decide dunque di pagare l'ingente riscatto.
 Nel frattempo Murdoch e Pendrick lavorano per rintracciare quello che dovrebbe essere il punto di origine del lancio. Con fatica, e malgrado un tentativo di depistaggio da parte di Svetlana, riescono nell'impresa; per raggiungere più velocemente il punto stesso, usano le tute alari. Arrivati sul posto devono innanzitutto salvare Svetlana, che è stata incatenata al razzo. La donna ammette la partecipazione al ricatto: desiderava ottenere la sua parte - due milioni di dollari - per finanziare il progetto di Pendrick, che ama e ammira; la mente del complotto però è un uomo del governo. Mentre Murdoch e Pendrick, con grave rischio, riescono appena in tempo a disattivare il razzo, a Toronto una trappola tesa al ricattatore porta all'arresto di Lester Mogg: ma si tratta di una falsa pista. Quella giusta viene imboccata quasi per caso grazie a Rebecca che, desiderosa di imparare, all'insaputa di Julia ha fatto esperimenti sui campioni prelevati durante l'autopsia di Ferguson. I suoi test relativi al cibo ingerito prima della morte collocano l'uomo in relazione alla città di Boston: dunque Ferguson era stato in America, e da lì ha avuto origine la minaccia. Svetlana infatti identifica Clegg come l'uomo che l'ha ingaggiata. Grazie alla revoca dell'immunità diplomatica da cui credeva di essere protetto, Clegg può essere arrestato.
 A causa dell'iniziativa presa senza autorizzazione, Julia licenzia Rebecca come addetta alle pulizie, ma in virtù del buon lavoro svolto successivamente assume la ragazza come sua assistente all'obitorio.
 Anche Svetlana finirà in carcere per un po', ma Pendrick promette di aspettarla: credeva di esser stato tradito, ma in fondo la donna ha fatto tutto per lui. Nel frattempo l'inventore vorrebbe cercare di lanciare il suo razzo prima del probabile smantellamento dell'impianto. Ma, accidentalmente messo in funzione da Terrence Meyers, il razzo va perduto. A Murdoch rimane il ricordo entusiasmante di aver volato davvero.
- Altri interpreti: Peter Stebbings (James Pendrick), Peter Kelegan (Terrence Meyers), Matthew Bennett (Allen Clegg), Christine Horne (Svetlana Tsiolkosky), Brian Paul (sir Wilfrid Laurier), John Cleland (Lester Mogg), Jonathan Goldapple (l'uomo misterioso)

## L'opzione locale
- Titolo originale: The Locale Option
- Diretto da: Laurie Lynd
- Scritto da: Simon McNabb

### Trama
Junction, sobborgo periferico di Toronto, sta diventando una zona molto turbolenta: risse e disordini, per lo più imputabili ad ubriachi molesti, si moltiplicano e potrebbero portare all'adozione della cosiddetta "opzione locale", ovvero alla proibizione relativa al commercio e al consumo di alcolici.
 Una sera l'ennesima rissa, scoppiata alla Peakok Hotel Tavern, porta in cella numerosi ubriachi; il mattino seguente, quando vengono rilasciati, uno di loro viene trovato morto. Si tratta del consigliere Arthur Slauson: nella rissa era rimasto ferito, ma non in modo così grave da giustificare il decesso; l'autopsia rivela infatti che l'uomo è stato avvelenato. Un possibile movente per l'omicidio viene individuato nel ruolo politico di Slauson. In obitorio infatti Rebecca, che abita a Junction, riconosce il consigliere e dice di averlo udito parlare in favore del commercio di alcolici durante un comizio di qualche settima prima. Parlando con la vedova, gli investigatori hanno la conferma che Slauson fosse l'unico consigliere di Junction ad opporsi all'opzione locale; poiché in casa gli alcolici gli erano proibiti, ogni sera l'uomo si recava alla taverna per bere. La sera prima di morire aveva avuto anche un incontro con il reverendo Shore, strenuo sostenitore del Movimento per la temperanza, che aveva discusso con lui la possibilità di arrivare ad una consultazione popolare per decidete sulla questione. I due hanno bevuto del tè.
 Mentre un irritato ispettore Brackenreid è costretto dalla moglie Margaret ad ospitare nella loro casa la signora Carrie Nation, esponente di spicco del Movimento per la temperanza (e donna assai sgradevole), l'indagine continua. Julia scopre che Slauson è stato avvelenato con alcol metilico. Paradossalmente l'antidoto contro la pericolosa sostanza sarebbe il normale alcol; pertanto, quando si scopre che alla taverna Slauson veniva regolarmente servito da una sua personale bottiglia di gin e che la sera fatale l'aveva terminata bevendo un solo bicchiere, si apre la possibilità che il veleno fosse nella bottiglia e che la rissa sia stata scatenata apposta per impedire a Slauson di bere un secondo bicchiere che gli avrebbe salvato la vita. Resta da scoprire chi abbia potuto mettere il veleno nella bottiglia.
 I due uomini che hanno scatenato la rissa, Cutter e Bertram, in realtà fanno parte della Lega per la temperanza e Cutter ammette di aver più volte scatenato risse, dietro richiesta del reverendo Shore, ma solo per fornire sostegno al Movimento; inoltre ha un alibi e non può esser stato lui ad avvelenare la bottiglia. Altro possibile colpevole è la signora Slauson, che non pare troppo afflitta per la morte del marito e che viene trovata in possesso di metanolo: la donna afferma però che la sostanza le serve per uso domestico. Sostiene di aver amato molto il marito, ma lo descrive anche come un uomo che da ubriaco diventava violento e pericoloso. Pure lei comunque ha un alibi: nel pomeriggio prima della morte del marito era in compagnia di Margaret Brackenreid. L'ultimo possibile colpevole, a questo punto, rimane il barista Leopold Buck, che conosceva le abitudini della vittima e aveva facile accesso alla bottiglia; di recente inoltre ha acquistato una proprietà poco al di fuori dei confini di Junction: lì intende aprire un nuovo bar dove potrebbero riversarsi tutti i consumatori di alcolici se a Junction venisse approvata l'opzione locale. L'uomo respinge decisamente le accuse. In ogni caso, quando nella bottiglia di Slauson vengono trovate tracce di acqua, i sospetti si spostano altrove: la scoperta infatti sembra indicare che Slauson sia stato avvelenato ben prima di recarsi alla taverna: l'acqua nella sua bottiglia ha impedito che il gin funzionasse da antidoto. E c'è qualcuno che a Slauson quella sera ha offerta del whisky dalla propria fiaschetta: Bertram, che pur gravitando attorno al Movimento per la temperanza in realtà è un alcolista. Il movente dell'omicidio è triste e sorprendente insieme: Bertram ha voluto vendicare l'uccisione del suo cane, investito da Slauson che - ubriaco - non ha mai ammesso la propria responsabilità.
 Alla fine dell'indagine la signora Nation, dura e acida sino all'ultimo, lascia finalmente Toronto. Un sollevato ispettore Brackenreid ha modo di confrontarsi con il figlio maggiore John che poco tempo prima (forse per il desiderio di somigliare al padre, che non disdegna mai un bicchierino) ha preso la sua prima sbronza. L'ispettore spiega al ragazzo che il bere non è il male assoluto ma non è nemmeno una necessità: lui è ancora giovane, avrà tempo per decidere.
- Altri interpreti: Kristian Bruun (agente Jackson), Arwen Humpreys (Margaret Brackenreid), Charles Vandervaart (John Brackenreid), Valerie Buhagiar (Carrie A. Nation), Clyde Whithan (consigliere Arthur Slauson), Tara Koehler (signora Slauson), Maxwell McCabe-Lokos (Liam Bertram), Roark Critchlow (Charles Cutter), Riley Gilchrist (Leopold Buck), Jason Bryden (reverendo Shore)

## L'estate del '75
- Titolo originale: Summer of '75
- Diretto da: Don McBrearty
- Scritto da: Michelle Ricci e Carol Hay

### Trama
Sulla sua più recente scena del crimine - un uomo a cui hanno sparato in casa - il detective Murdoch incontra una vecchia conoscenza: Winifred Pink, detta Freddie. Proveniente da Montréal dove lavora per un investigatore privato, la donna aveva incontrato William ventotto anni prima, nel 1875. Entrambi erano stati Governor General Young Scholars, ovvero studenti particolarmente meritevoli provenienti dalle varie province canadesi, quell'anno premiati con un campo estivo nell'Algonquin Park, sotto la guida del signor Collins.
 Freddie racconta di aver subito un attentato che inizialmente aveva considerato un incidente legato al suo lavoro. Poi però aveva ricevuto una chiamata dall'uomo su cui ora Murdoch dovrà indagare: si tratta di Hamish McTavish, anche lui aveva fatto parte del gruppo estivo del '75 e credeva di essere seguito. Secondo Freddie non si tratta di coincidenze, qualcuno sta uccidendo i membri del vecchio gruppo. L'autopsia sembra darle ragione: la pallottola usata contro di lei e quella che ha ucciso McTavish sono state sparate dalla stessa pistola, una calibro 32. Inoltre le ricerche avviate per rintracciare gli altri ex studenti rivelano che almeno un altro di loro è stato ucciso di recente, sempre con una calibro 32. 
Freddie avanza l'ipotesi che gli omicidi siano in qualche modo legati a ciò che era accaduto durante il campeggio. Un giorno era stato ritrovato il cadavere di un uomo, poi identificato come Glenn Singer, in apparenza caduto dalla propria barca e annegato il pomeriggio precedente. William e Freddie, già dotati di curiosità e istinto investigativo, avevano però notato una ferita sulla testa del cadavere e trovato tracce di sangue su di un ramo lungo la rive del fiume, portando l'agente Dobson (incaricato del caso) ad escludere l'incidente e a propendere per l'omicidio. Quando i ragazzi avevano trovato anche degli strani segni, forse indiani, incisi sulla corteccia di un albero, dell'omicidio era stato accusato un ubriacone indiano: Joe Haggins, che si era dichiarato colpevole ed era stato imprigionato. Di recente l'uomo è stato rilasciato.
 Murdoch non può escludere la possibilità che il passato stia diventando una minaccia e decide di partire con Freddie per Algonquin. Là ritroveranno gli altri due appartenenti al vecchio gruppo: Jacques Devereaux, che è andato ad abitare nel cottage un tempo appartenuto a Singer, ed Edwin Clarke, che lo ha raggiunto per svolgere delle ricerche sul territorio.
 In assenza di Murdoch, anche Julia deve affrontare un problema: il rigido signor Richmond intende licenziare Rebecca; il motivo ufficiale sarebbe la mancanza di titoli accademici della ragazza, ma la vera ragione è il colore della sua pelle. Julia non può tollerare il sopruso razzista e, seppure con grazia, non esita a ricattare Richmond per la sua abituale frequentazione di prostitute. L'uomo è costretto a cedere, e il lavoro di Rebecca è salvo.
 Ad Algonquin intanto i quattro superstiti stentano a trovare qualcosa di concreto: i ricordi sono in parte perduti, Haggins ritratta la propria confessione, all'epoca resa per evitare la forca, di Collins si può sospettare senza prove, e l'agente Dobson sembra considerare definitivamente chiuso il vecchio caso. Qualcosa si muove quando Murdoch e Freddie trovano nei pressi dei segni ancora visibili nel bosco un nascondiglio e una moneta d'oro; poco tempo dopo qualcuno si mette a sparare contro di loro, di nuovo con una calibro 32. Grazie alle ricerche svolte a Toronto da Crabtree, pian piano si riesce a ricostruire una storia che potrebbe spiegare molte cose. Il defunto Glenn Singer era in realtà Horace Wilcott, un soldato confederato scomparso vicino al confine verso la fine della Guerra civile con un carico d'oro che stava trasportando. Era originario della Virginia: questo particolare diventa significativo perché Freddie ricorda che l'agente Dobson aveva citato proprio la Virginia parlando del morto, anche se non avrebbe dovuto conoscerlo sotto la sua vera identità. Purtroppo, quando i due vanno a cercare Dobson lo trovano morto: sembra si sia suicidato, sparandosi con la ormai famosa calibro 32, ma una ferita al capo rivela l'ennesimo omicidio. Tra le sue cose vengono trovate alcune lettere ricattatorie, risalenti agli ultimi mesi, e con esse va a posto l'ultima tessera del puzzle: responsabile del vecchio omicidio, allo scopo di impadronirsi dell'oro, Dobson credeva che il ricattatore fosse uno degli ex ragazzi, qualcuno che all'epoca, girando nel bosco, avesse visto qualcosa di incriminante. Evidentemente il ricattatore lo ha ucciso. Ormai non può trattarsi che di Jacques o di Edwin: ed infatti è quest'ultimo il colpevole. Venuto a conoscenza dell'esistenza dell'oro durante le sue ricerche, aveva sottovalutato la pericolosità della situazione e alla fine ha dovuto agire contro Dobson per evitare che l'ex agente commettesse altri delitti. Tenta la fuga, ma viene energicamente bloccato da Freddie.
 Al ritorno dall'avventura che per un po' li ha ricondotti al passato, Murdoch e Freddie si immergono di nuovo nel loro presente: Freddie dichiara di voler aprire a Toronto un'agenzia investigativa tutta sua; William invece mostra a Julia il meraviglioso progetto della casa che intende costruire per loro due.
- Altri interpreti: John Paul Ruttan (William Murdoch da bambino), Alex Paxton-Beesley (Winifred "Freddie" Pink), Ella Querin (Freddie Pink da bambina), Jason Jazrawy (signor Collins), Darryl Hopkins (agente Dale Dobson), Pierre Simpson (Jacques Devereaux), Trek Buccino (Jacques Devereaux da bambino), Geoffrey Pounsett (Edwin Clarke), Tristan Culbert (Edwin Clarke da bambino), Lawrence Bayne (Joe Haggins), Leo Vernik (Hamish McTavish), Sam Herrington (Hamish McTavish da bambino), M.E. Lewis (signor Richmond)

## Sogni da oppio
- Titolo originale: Pipe Dreamzzz
- Diretto da: Don McBrearty
- Scritto da: Michelle Ricci

### Trama
Il professor Lawrence, docente orientalista all'Università, ha raccolto attorno a sé un piccolo gruppo di studenti che con lui condividono il grande amore per la Cina: una sorta di club esclusivo, chiamato "Società del Drago di Terra" di cui fanno parte Byron Sutton, Gregory Cummings, Susan Trent e il fratello Matthew. Una volta a settimana si riuniscono per fumare oppio come esercizio filosofico, per recuperare e onorare le antiche tradizioni. Chiamano il professor Lawrence con l'appellativo di "imperatore", dato che nella sua fumeria l'uomo esibisce un arazzo che rappresenta un drago a cinque artigli, nell'antica Cina simbolo vietato (pena la morte) a chi non fosse il vero imperatore.
 Dopo aver fumato durante una delle riunioni, Byron Sutton muore: l'autopsia rivela che causa della morte non è l'oppio, bensì un arresto respiratorio. Il ragazzo soffriva di pleurite, ma ciò non pare rilevante e anche il calmante per la tosse a base d'erbe che gli ha fatto bere Ling Lawrence, la moglie cinese del professore, dopo le analisi risulta del tutto innocuo. Byron tuttavia è stato avvelenato; poiché sul corpo non risultano segni di iniezione, Julia e Rebecca cercano nei cibi da lui ingeriti un veleno ad azione lenta, forse somministratogli il giorno precedente. Alla fine però scoprono la vera arma del delitto: la pipa da oppio usata da Byron, il cui distillatore è stato contaminato da un veleno che rimane da individuare, e la cui azione si è mescolata all'oppio in misura ancora indeterminata.
 A questo punto bisogna chiedersi chi volesse la morte di Byron. Suo padre, il dottor Sutton, non ha dubbi: il responsabile è Lawrence, che con l'oppio e tante belle parole mirava a controllare Byron, ragazzo sensibile e sin troppo fragile. Tuttavia, parlando con Lawrence, Murdoch trova altri possibili colpevoli: Gregory Cummings è lo studente migliore, ma Byron gli era stato preferito nell'assegnazione di una borsa di studio per un viaggio in Cina. Lawrence spiega che Gregory, a differenza di Byron, ha sempre avuto un pessimo rapporto personale con sua moglie Ling e nel progetto cinese, così lungo e impegnativo, non era auspicabile dover vivere in continua tensione: da qui l'esclusione. Altra possibile colpevole è Susan Trent, che con Byron aveva avuto una relazione, finita per iniziativa di lui. Susan ammette che Byron le ha spezzato il cuore ma dice anche che le sue convinzioni filosofiche le impediscono di covare rancore. In ogni caso la ragazza, quasi continuamente sotto l'effetto dell'oppio, appare piuttosto svanita e incoerente; di lei si prende cura il fratello Matthew, che si è unito al gruppo di Lawrence solo per sorvegliarla; personalmente, lui non fuma nemmeno.
 Una lettera piuttosto intima indirizzata a Byron, portata agli investigatori dal dottor Sutton, sembra coinvolgere anche Ling: i due avevano una relazione. La donna ammette il fatto, ma nega qualsiasi responsabilità nella morte di Byron: loro si amavano e intendevano sfruttare la borsa di studio per fuggire e rifarsi in Cina una vita insieme. Se il professor Lawrence li ha scoperti, si torna a lui come possibile colpevole. L'ipotesi si rafforza quando, durante una perquisizione, tra le cose del professore viene trovata una boccetta contenente estratto di pesce palla, proprio il tossico che Julia e Rebecca, con l'aiuto di un'erborista cinese, hanno individuato come possibile causa del decesso di Byron. Alla fine però la pista si rivela falsa: un tentativo da parte di Ling di punire il marito, da lei ritenuto colpevole per la morte dell'amante. Per di più il contenuto della boccetta è innocuo.
 Parlando con Murdoch e Julia, Lawrence spiega che l'oppio non offusca ma esalta i sensi: la realtà viene percepita in modo diverso, in un'esperienza eterea indescrivibile; i due decidono di provare a fumare, come esperimento scientifico. I risultati non sono univoci: Julia è più propensa ad abbandonarsi e a godere le inedite sensazioni, Murdoch invece non perde la propria razionalità. Ma soprattutto, meditando e rievocando gli aspetti salienti del caso, i due si rendono conto che la nuovissima pipa usata da Byron la sera della morte era decorata con l'effige di un drago a cinque artigli: poiché nessuno degli studenti avrebbe osato usurpare il simbolo del suo "imperatore", ne consegue che la pipa, acquistata dallo stesso Byron, avrebbe dovuto essere un dono per Lawrence. La vera vittima designata era dunque il professore.
 Alla fine di tutte le analisi, Julia e Rebecca individuano nell'aconito il veleno tanto cercato. E c'è una persona che lo ha acquistato in erboristeria, la stessa persona che si era fatta tradurre una lettera dal cinese, quella di Ling a Byron: il dottor Sutton. Accecato dal suo odio per Lawrence, Sutton intendeva ucciderlo ma per errore ha provocato la morte del figlio tanto amato.
 Sino all'ultimo, nel suo delirio, il dottore nega la propria responsabilità, continuando invece ad addossarla a Lawrence.
- Altri interpreti: Scott McCord (professor Aldous Lawrence), Leeah Pauline Wong (Ling Lawrence), Haley McGee (Susan Trent), Kjartan Hewitt (Matthew Trent), Wayne Burns (Gregory Cummings), David Jansen (dottor Louis Sutton), Pete Alexander (Byron Sutton), Jane Luk (l'erborista cinese)

## Un felice Natale in stile Murdoch
- Titolo originale: A Merry Murdoch Christmas
- Diretto da: Michael McGowan
- Scritto da: Peter Mitchell

### Trama
Mancano pochi giorni a Natale: a Toronto il ricco imprenditore e filantropo Alistair McGowan ha organizzato il suo quinto evento di beneficenza in favore dei bambini malati e orfani. La serata si apre con la commovente rappresentazione de La piccola fiammiferaia, interpretata da Mary Pickford, una giovanissima attrice canadese che si appresta a spiccare il volo verso gli Stati Uniti. L'atmosfera festosa viene bruscamente interrotta al momento della distribuzione dei regali: il signor McGowan, nel suo costume da Babbo Natale, viene trovato ucciso, con il collo spezzato; inoltre tutti i pacchi per i bambini risultano scomparsi. In città McGowan era molto popolare e benvoluto; secondo le testimonianze della vedova Millicent e del suo contabile, il signor Rankin, l'imprenditore aveva un unico vero nemico: il signor Cyrus Lynch, ex socio ed ora feroce concorrente. Pare che in passato, circa vent'anni prima, i due fossero stati divisi anche dalla rivalità per conquistare la signora McGowan, oltre che da questioni d'affari. Lynch in effetti sembra il sospettato ideale: risulta irreperibile e tracce di una slitta che doveva essere pesante si dirigono verso la sua proprietà, poco distante da quella dei McGowan.
 A parte la spiacevole necessità di indagare su di un omicidio commesso a ridosso del Natale, l'atmosfera che si respira alla Stazione n°.4 è piuttosto variegata: Murdoch è lieto per la possibilità di festeggiare da solo con Julia, l'agente Jackson vive con entusiasmo il suo periodo preferito dell'anno e l'agente Higgins è elettrizzato dalla prospettiva di conoscere una bella ragazza che parteciperà con lui al pranzo della Vigilia in casa di amici. Crabtree invece è affranto per aver dovuto annullare il rientro a casa, a Terranova, dal momento che le sue numerose zie sembrano avere ben altri programmi. Si sente deluso e triste, escluso dall'atmosfera festosa perché non ha più nessuno con cui condividerla. Disperato, finirà per intrufolarsi alla cena della Vigilia di Murdoch e Julia, portando nelle loro stanze d'albergo un po' della bizzarra umanità che gli è propria.
 L'ispettore Brackenreid, per parte sua, è di pessimo umore: più burbero e intrattabile del solito vieta l'albero di Natale alla Stazione e ad un certo punto si spinge addirittura ad annullare tutti i permessi: gli uomini dovranno lavorare sino alla conclusione del caso. Il suo umore non migliora quando un bambino, condotto alla Stazione dalla madre, racconta di aver visto nel bosco una spaventosa creatura, una Bestia con grandi orecchie e corna. Ciò riporta alla mente dell'ispettore spiacevoli ricordi d'infanzia, quando anche lui, in un momento di disgusto per il Natale, aveva visto la Bestia: ma è difficile stabilire se la cosa abbia o meno relazione con l'omicidio. Nel frattempo in casa di Lynch viene ritrovato uno dei regali scomparsi e si viene anche a sapere che McGowan, reputato da tutti un generoso filantropo, in realtà era un uomo gretto e avaro, pronto in ogni occasione a sfruttare i suoi dipendenti. Uno di essi, Robert Kratchit, rivela che molti di coloro che avevano lavorato per McGowan erano pronti a passare alle dipendenze del più generoso Lynch. Quest'ultimo, sempre assente, è ancora il più sospettabile; in uno dei suoi magazzini vengono rinvenuti molti dei regali scomparsi. Altri vengono invece ritrovati nelle mani di un eccentrico anziano che si apprestava a distribuirli ai bambini. Il vecchio, che aveva anche partecipato al galà di beneficenza, afferma di non avere rapporto diretti né con Lynch né con McGowan; dice inoltre di chiamarsi Kris Kringle: stava distribuendo i doni perché quello è il suo compito. Il vecchio finisce in cella, ma è difficile formulare contro di lui accuse precise.
 La situazione si complica ulteriormente quando un'altra raccolta di beneficenza, patrocinata dal sindaco Clarkson con la partecipazione di Mary Pickford, ha una svolta macabra: mentre i regali raccolti vanno improvvisamente a fuoco, da una cassa che avrebbe dovuto contenere una statua del sindaco salta invece fuori il cadavere di Cyrus Lynch. Anche lui è stato ucciso e anche lui ha il collo spezzato. Venuto a mancare lo scenario secondo cui Lynch avrebbe ucciso McGowan, tentando anche di infangarne la reputazione, l'unico movente che sembra rimanere è il desiderio - da parte di chissà chi - di distruggere il Natale. L'ispettore Brackenreid racconta dunque ai suoi la vecchia leggenda relativa alla Bestia di cui si sono rinvenute alcune tracce nel bosco: il suo nome è Krampus, va alla ricerca dei bambini cattivi per punirli e, in certe circostanze, per cibarsene. Non può essere uccisa; è la parte oscura, ipocrita e malvagia del Natale, quella che ha reso tanto nervoso l'ispettore. Murdoch si mostra scettico, Crabtree invece accoglie l'ipotesi con maggior entusiasmo. Resta comunque il fatto che in città lo spirito natalizio sembra davvero scemare: la gente è nervosa, meno allegra e generosa, e il sindaco ne è profondamente contrariato. A peggiorare le cose, quando un parco giochi viene devastato e si trovano nuove tracce di Krampus, anche la stampa inizia ad interessarsi alla questione, con conseguente diffusione di notizie inquietanti e incontrollate. La sera della Vigilia, mentre Brackenreid lascia finalmente liberi gli uomini, Kris Kringle evade dalla prigione, aiutato dall'agente Jackson non più in grado di sopportare il senso di colpa per aver incarcerato quello che potrebbe davvero essere Babbo Natale. Ma proprio Kringle, rintracciato da Crabtree, mette finalmente gli investigatori su di una pista utile: rivela che qualche giorno prima ha visto un uomo portare i pacchi regalo nel magazzino di Lynch, e l'identikit da lui fornito conduce a Kratchit, l'ex dipendente di McGowan già interrogato in precedenza. Kratchit però sostiene di aver solo consegnato i pacchi, dietro incarico di Millicent McGowan che li aveva ritrovati in casa dopo la morte del marito. Sembra dunque che Millicent abbia intenzionalmente voluto implicare Lynch nell'omicidio. Di lì a poco gli investigatori scoprono che anche il contabile Rankin ha nascosto parecchie informazioni: in origine era stato socio paritario di Lynch e McGowan nella loro prima impresa commerciale. Aveva venduto le proprie azioni per una cifra irrisoria, perdendo un capitale quando in seguito l'impresa era decollata. Gli altri due soci si erano poi separati e a Rankin era stato riservato il ruolo di umile dipendente. Sembra dunque probabile che il movente dei delitti sia la vendetta.
 Arrivati all'isolata casa di Rankin gli investigatori trovano Millicent legata ad una sedia; la donna dichiara di esser stata rapita dal mostro. Sulla neve attorno dall'abitazione ci sono di nuovo molte strane orme, Murdoch però esorta gli altri a considerarle un semplice trucco. Infatti, addentratisi in uno spettrale labirinto che circonda la casa, gli investigatori si trovano finalmente faccia a faccia con Krampus, ma mettono anche in luce la razionale soluzione del caso. I colpevoli sono Millicent (energicamente fermata da Julia) e Rankin (travestito da Bestia e ripreso da Murdoch dopo uno spettacolare inseguimento): pieno di odio e risentimento, il contabile aveva fatto credere a Millicent che il marito fosse sull'orlo della bancarotta, pronto ad impossessarsi dei suoi beni. La donna aveva così collaborato al piano per gli omicidi, senza rendersi conto di essere solo uno strumento per la vendetta dello stesso Rankin. Brackenreid, ormai rientrato nel giusto spirito del periodo, rinfaccia bruscamente al colpevole di non aver capito che nella vita ciò che con arroganza si vorrebbe spesso conta molto meno di ciò che si ottiene davvero. E il Natale ha valore per ciò che si dà, non per ciò che si prende.
 Dopo la conclusione del caso in città torna finalmente un vivace spirito natalizio. Ciascuno ritrova il proprio equilibrio, Crabtree recupera le amate zie e i poliziotti possono distribuire ai bambini i loro regali. Murdoch invece, dietro sollecitazione della moglie, dona all'ospedale alcune incubatrici di sua creazione. Da lontano, in mezzo alla folla, Kris Kringle saluta e silenziosamente si congeda.
- Altri interpreti: Kristian Bruun (agente Jackson), Lachlan Murdoch (agente Henry Higgins), Arwen Humphreys (Margaret Brackenreid), Jayden Greig (Bobby Brackenreid), Alexander Davis (Thomas Brackenreid da bambino), Ed Asner (Kris Kringle), Brendan Coyle (signor Rankin), Kelly Rowan (Millicent McGowan), David Huband (il sindaco Clarkson), Peter Mansbridge (l'assistente del sindaco), Peyton Kennedy (Mary Pickford), Randal Edwards (Robert Kratchit), Jenny Young (membro dello staff per i bambini malati), Drew Davis (Kenneth), Tamara Bernier (zia Azalea), Marvin Kaye (il macellaio), Gavin Williams (il vagabondo), Helen King (la domestica di Lynch), Geoffrey Antoine (il giardiniere), Olivia Barrett (la madre), Leah Black (la nonna), Steve Boleantu (il giostraio), Rod Campbell (il maggiordomo dei McGowan), John Mallett e Chris Boyle (i giornalisti), Makenna Beatty, Jason Riley Scher e Keller Viaene (i bambini), Jennifer Gee (una passante)
- Con la partecipazione del vero Coro della St.Michael School, e dei "The Baker Street Victorian Carolers".

## Un'infanzia tra rapine
- Titolo originale: Raised on Robbery
- Diretto da: Eleanore Lindo
- Scritto da: Paul Aitken

### Trama
Murdoch si reca alla "Traders Bank of Canada" per chiedere un prestito: il denaro gli serve per costruire la nuova casa che ha promesso a Julia. All'interno della banca c'è molta animazione: un altro cliente, il signor Braxton, è già all'ufficio prestiti; un trasportatore, il signor Lester, consegna delle nuove sedie e il resto dello spazio è quasi interamente occupato da giovani madri con i loro passeggini. Infatti è il "giorno dei neonati", in cui la banca concede un bonus di 5 dollari per l'apertura di un conto a nome dei bambini, che diventeranno così potenziali clienti per tutta la vita.
 Mentre Murdoch discute il proprio prestito con il direttore, il signor Mortimer, in banca scatta l'allarme: è stata violata la camera blindata del seminterrato e il direttore verifica che sono scomparsi 30 000 dollari. Poiché in coincidenza con l'allarme le porte esterne si sono chiuse, è probabile che il ladro si trovi ancora all'interno dei locali. Con l'assistenza di Julia, che perquisisce le numerose madri e i bambini, si va alla ricerca del bottino. Escludendo un nascondiglio dopo l'altro, alla fine Murdoch ritrova i sacchetti scomparsi in un ripostiglio: non sono molto voluminosi ed è probabile che il ladro li abbia nascosti con l'intenzione di riprenderli in un secondo tempo. Lieto di aver recuperato il denaro, il direttore scopre che purtroppo dalla cassaforte della stanza blindata sono scomparse anche un paio di autentiche matrici: il furto del denaro era solo un diversivo, ora il ladro potrebbe stampare milioni di dollari.
 Murdoch si chiede come abbia fatto il ladro, in pochissimo tempo, ad aprire la cassaforte e a realizzare il furto, per di più senza essere visto da nessuno. I pochi testimoni disponibili negano infatti di aver visto passare qualcuno. Una possibile spiegazione è che il ladro avesse la combinazione, che però dovrebbe essere conosciuta solo dal direttore e dal signor Bruce, della sede centrale.
 Mettendo insieme il poco tempo a disposizione del ladro e il fatto che nessun testimone lo abbia visto, Murdoch ipotizza che il denaro e le matrici fossero già stati rubati quando l'allarme (fatto scattare da un complice) era suonato. Accusa quindi il signor Mortimer, che disponeva delle chiavi e della combinazione; l'uomo inoltre si trovava con lui in ufficio e con il pretesto di mantenere la calma aveva un po' ritardato la discesa verso il caveau. I sospetti contro il direttore si affievoliscono però quando si scopre che il "giorno dei neonati" non è un'idea sua, né tantomeno della sede centrale, bensì il frutto di una comunicazione contraffatta: qualcuno voleva che in banca ci fosse confusione.
 Mentre l'ispettore Brackenreid, con la creativa assistenza di Crabtree e di Jackson, organizza la trasmissione telegrafica di un'importante partita di calcio giocata dal Sheffield Wednesday nella natia Inghilterra, Murdoch si ritrova attaccato e sbeffeggiato sulla stampa per il ruolo avuto durante il furto. Il detective non si scompone e continuando a vagliare tutte le possibilità, ipotizza che il ladro sia entrato nella stanza blindata senza far scattare l'allarme; con una prova empirica dimostra che ciò è possibile. E alla fine capisce come si sono svolti i fatti: usando un fischietto ad altissima frequenza, non udibile dagli adulti, il ladro ha provocato il pianto dei neonati; il rumore ha coperto il suono dell'allarme, confondendo i tempi e dandogli la possibilità di portare a termine il furto. Il ladro però deve aver nascosto le matrici da qualche parte: alla fine Murdoch le trova nel doppiofondo di una delle nuovissime sedie dell'ufficio prestiti, anch'esse frutto di un'ordinazione contraffatta. L'unico che può averle messe lì è il signor Braxton, che poco prima del furto in quell'ufficio stava appunto chiedendo un prestito. Usando le matrici come esca, gli investigatori colgono Braxton sul fatto quando va a riprenderle. Sua complice è una delle madri, la signora Perly, che con un pretesto è riuscita a far allontanare l'addetto ai prestiti.
 Braccati dai poliziotti, i due criminali tentano la fuga ma rimangono entrambi uccisi davanti alla banca: la signora Perly, cadendo dalle scale; Nigel Braxton, raggiunto da un colpo di pistola sparato per difesa dall'ispettore Brackenreid.
 Rimane Roland, il loro bambino di nove mesi, che per fortuna è illeso. In mancanza di parenti che possano prendersene cura, d'impulso Julia decide di adottarlo. Altrettanto impulsivamente, Murdoch dà anche il proprio consenso.
- Altri interpreti: Kristian Bruun (agente Jackson), Martin Julien (John Mortimer), Rupert Simonian (Nigel Braxton), Zoe Cleland (Joanne Perly), Sandy Jobin-Bevans (signor Sloane), Jonathan Potts (Thornton Bruce), Catherine Fitch (Catherine Tweedale), Lindsay Owen Pierre (Alvin Lester), Hanna Miller (Nicole Henry), Nikki Duval (Effie Nolan), Merle Newell (donna dell'orfanotrofio)

## Il grande freddo
- Titolo originale: The Big Chill
- Diretto da Eleanore Lindo
- Scritto da: Jordan Christianson

### Trama
Mentre William e Julia sperimentano con qualche incertezza la loro nuova vita da genitori, George Crabtree si reca ad ascoltare una conferenza del capitano Bernier. Reduce, con la sua nave, da un lungo viaggio artico, il capitano vuole raccogliere fondi per la prossima impresa: ha intenzione di essere il primo esploratore (e il primo canadese) a raggiungere il Polo Nord. Mentre sta illustrando il viaggio appena concluso, tra le diapositive proiettate ne compaiono alcune che non erano programmate: mostrano un uomo morto, riportano la scritta "OMICIDIO" e sembrano accusare Bernier. Alla polizia, interessata ad indagare, il capitano dice di temere che qualcuno voglia sabotare la spedizione, screditandolo e facendogli perdere i finanziamenti. Anche gli svedesi, con Bjorn Nordenskjokd, sono in competizione per raggiungere il Polo. L'uomo delle foto è un medico suo amico, Arthur Pimblett, morto per ipotermia durante un'escursione dalla quale non era più tornato alla nave; il suo cadavere è stato ritrovato dopo quattro giorni dall'inuit Nuniq e portato a casa per essere sepolto. Anche se il corpo è disidratato per esser stato conservato sotto sale e malgrado il fatto che la morte risalga a tre mesi prima, Julia organizza un'autopsia e scopre che Pimblett è stato strangolato: il suo decesso dunque non è dovuto ad un incidente. Il primo e il terzo ufficiale della nave, i signori Frewen e Philips, si mostrano sorpresi dalla notizia, al pari del capitano. Murdoch scopre però che Bernier non è stato del tutto sincero: il cadavere di Pimblett mostra segni di incatenamento alla gamba destra e il capitano è costretto ad ammettere di averlo confinato. A suo parere, l'amico era impazzito: delirava a proposito del Pacifico e dei salmoni; era riuscito a fuggire dalla nave ed era morto. Il capitano pensa che Pimblett possa esser stato ucciso dagli inuit: Nuniq però, che ha amichevolmente fraternizzato con George, nega che nella zona del ritrovamento fossero presenti altri indigeni.
 Mentre Nuniq e George approfondiscono la reciproca conoscenza, concludendo una delle loro serate con una bella sbronza, l'indagine procede. Con l'assistenza di Rebecca, che sta ancora facendo pratica, Julia stabilisce che nel cervello di Pimblett non c'è nulla di anomalo che spieghi la sua presunta follia. Lo squilibrio trova invece una possibile motivazione quando il cadavere rivela segni di avvelenamento da piombo: Pimblett era vegetariano, forse l'avvelenamento è stato causato dal cibo in scatola che era solito consumare.
 Il diario di Pimblett, in cui l'uomo disegnava un sacco di pesci, risulta scomparso, e Murdoch scopre che Bernier ha taciuto altre informazioni: nel suo stato di alterazione, Pimblett aveva tentato di fomentare un vero e proprio ammutinamento, sostenendo che il capitano li avrebbe condotti a morte. Bernier, che ha licenziato quanti avevano aderito all'ammutinamento, pare avere il movente più forte per l'omicidio: forse ha ucciso Pimblett quando l'amico è diventato una minaccia per i suoi progetti. Murdoch lo mette in stato di fermo; Bernier viene sospeso e il comando della nave passa al signor Philips, anche se l'ufficiale è ritenuto dai più troppo ambizioso e inadatto al viaggio che si prepara. Crabtree inoltre scopre che Philips ha preso contatto con gli svedesi e sta pensando di lasciare la spedizione canadese in loro favore. Quando, durante una perquisizione, il diario scomparso di Pimblett viene ritrovato in casa di Philips, si apre la possibilità che sia davvero lui il responsabile del sabotaggio.
 Il diario aiuta finalmente a far luce su molte cose: Pimblett non era pazzo, aveva scoperto una inedita rotta da Ovest verso il Polo, attraverso lo Stretto di Bering. Aveva calcolato che partendo al momento giusto, una nave che fosse rimasta adeguatamente bloccata nel ghiaccio, sarebbe stata naturalmente condotta al Polo grazie all'azione del meteo e delle correnti oceaniche, come i salmoni del Pacifico.
 Dal diario è stata asportata una mappa; non è dunque un caso che gli svedesi annuncino di lì a poco un analogo progetto con rotta da Ovest: evidentemente qualcuno ha venduto loro la mappa, dopo aver ucciso Pimblett.
 E quel qualcuno è Frewen, promosso capitano dopo la caduta in disgrazia di Philips, da lui stesso incastrato con il ritrovamento del diario. Scoperto, Frewen tenta la fuga ma viene energicamente bloccato da Nuniq. La mappa viene recuperata e ciò impedirà agli svedesi di portare a termine il viaggio con successo.
 Nuniq si congeda affettuosamente da George; scagionato e reintegrato, anche il capitano Bernier si prepara a partire. Propone a Murdoch di unirsi all'equipaggio, ma il detective declina l'offerta: quattro anni di assenza non sono accettabili per chi - come lui - ha tante responsabilità, e un figlio piccolo da crescere.
- Altri interpreti: Rémy Girard (Joseph-Elzéar Bernier), Johnny Issaluk (Nuniq), Luke Humphrey (Julian Philips), Ian Matthews (Bjorn Nordenskjold), David Tompa (Derek Frewen), Steve Arbuckle (Foster Blair), Briana Caitlyn Palmer (Sally)

## Un caso di yips
- Titolo originale: A Case of The Yips
- Diretto da: Cal Coons
- Scritto da: Simon McNabb

### Trama
Sui prati del "Toronto Athletic Golf Club" quattro golfisti stanno giocando una partita; nei pressi della buca 14 la pallina di uno di loro, James Benedict, finisce nel bosco. Addentratosi tra gli alberi per recuperarla, Benedict scompare; quando Murdoch e Crabtree arrivano per indagare, ne ritrovano il corpo affondato in un tratto di sabbie mobili. L'autopsia rivela che l'uomo è stato colpito alla testa, verosimilmente con un bastone da golf, poi asfissiato nella sabbia; la schiena del cadavere mostra una serie di piccole ferite, dei puntini il cui schema, ricostruito da Rebecca, deve esser stato provocato dai tacchetti di una scarpa da golfista. Però nessuna delle calzature degli altri tre giocatori (Roger Newsome, Devin Sanders e Alan Driscoll) corrisponde. Con Newsome Crabtree ha precedenti poco felici, per lui prova una profonda avversione, giustificata dal fatto che in passato l'uomo vigliaccamente lo ha quasi lasciato morire, e vorrebbe essere esonerato dall'indagine; Murdoch però rifiuta e l'agente deve continuare a sopportare l'antipatico personaggio.
 Inizialmente Murdoch considera il golf un semplice passatempo; in seguito tuttavia - trascinato sul campo da George Lyon, il campione locale che si sta allenando per i Giochi olimpici di Saint Louis - vi si appassiona moltissimo, sino ad inventare un congegno che lo aiuti a migliorare il proprio swing, cercando ogni pretesto per tornare a giocare e suscitando il malumore dell'ispettore Brackenreid, che lo vede insolitamente distratto. Da Lyon, che nella vita è un assicuratore, Murdoch viene però a conoscenza anche di un possibile movente per l'omicidio di Benedict: l'uomo aveva stipulato una polizza di 50 000 dollari, il cui beneficiario è il suo inetto fratello Wilbur. A dire il vero, sembra che James Benedict volesse disdire la polizza, e ciò darebbe anche a Lyon un movente, perché in tal caso l'assicuratore avrebbe perso la propria commissione. L'indagine fa qualche passo avanti quando tra i molti bastoni da golf recuperati da Crabtree in un paio di laghetti del Club viene trovato uno strano putter che è possibile identificare come l'arma usata per stordire Benedict. In origine apparteneva ad un certo McIver, uno scozzese che però afferma di averlo venduto a Wilbur Benedict, il quale torna dunque ad essere sospettato. Così come Lyon, che è stato visto aggirarsi presso la buca 13 poco prima dell'omicidio, e le cui scarpe coincidono con i segni sul cadavere. L'indagine prende però un'altra direzione, restringendo i sospetti al gruppetto che aveva giocato con Benedict, quando Murdoch scopre una pallina appesantita, costruita apposta per deviare la propria traiettoria. Deve esser stata usata per assicurarsi che Benedict entrasse nel bosco, ma poiché l'uomo si sarebbe accorto del trucco, usando a lungo quella palla, l'assassinio deve aver effettuato uno scambio solo tra la buca 13 e la 14. Rivolgendosi al produttore, Murdoch scopre che un set di palline alterate è stato ordinato da Newsome. Arrestato, l'uomo confessa immediatamente; tuttavia Crabtree, superando i propri pregiudizi, dice di credere che Newsome stia mentendo per orgoglio, per non dover ammettere di essere un imbroglione, avendo usato le palline personalizzate per sabotare gli altri giocatori. Qualcun altro deve aver sfruttato la pallina per commettere l'omicidio: quel qualcuno è Sanders che, scoperto, tenta invano la fuga. Il movente è il suo odio personale per James Benedict, un golfista che con alterigia continuava a violare le regole, ad esempio pulendo la pallina durante il gioco, ignorando le proteste. Per Sanders il golf è basato sull'ordine: se non c'è ordine, non c'è nulla.
 A fine indagine Murdoch non ha perso la propria ossessione per il golf; vorrebbe continuare a giocare ma improvvisamente (pur compiendo tutti i giusti movimenti) sembra non essere più in grado di realizzare tiri utili: a differenza di Julia che, arrivata sul campo da neofita inesperta, tira benissimo, con spensieratezza. Un po' mortificato dalla facilità di gioco esibita dalla moglie, e sostanzialmente incapace di mettere da parte la propria razionalità, Murdoch rinuncia al golf, gettando tutte le sue mazze in uno dei laghetti del Club.
- Altri interpreti: Cyrus Lane (Roger Newsome), Kevin Jubinville (George Lyon), Steve Cumyn (Devin Sanders), Daniel DeSanto (Alan Driscoll), Jimi Shlag (Wilbur Benedict), Daryn McIntyre (James Benedict), Mark Weatherly (Virgil Graydon), Sweeney MacArthur (MacIver)

## Sfortunata in amore
- Titolo originale: Unlucky in Love
- Diretto da: Cal Coons
- Scritto da: Lori Spring

### Trama
Margaret Brackenreid è stata incaricata di organizzare il matrimonio di Elizabeth Cummersworth con Oliver Pym. La cerimonia si tiene all'aperto e tutto procede bene finché, subito dopo la pronuncia dei voti, lo sposo rimane fulminato sull'altare, avendo accidentalmente toccato un cavo scoperto. Poiché a terra viene trovata anche una pozza d'acqua, causata dall'eccessiva innaffiatura di una delle fioriere, Murdoch ipotizza che la morte di Pym non sia un incidente, bensì un omicidio. L'elettricista, il fioraio e gli operai che hanno montato la struttura respingono ogni responsabilità, e del resto Pym non sembra aver avuto nemici. Solo l'autista di Elizabeth, Samuel Birkett, si lascia sfuggire che l'uomo era un pallone gonfiato: a suo giudizio la signora, per la quale ha un debole, avrebbe meritato di meglio. Per parte sua la vedova, confortata dalla migliore amica, la signora Baxter, appare fredda e non molto addolorata; si allontana quasi subito per organizzare il funerale e incontrare gli avvocati.
 Gli investigatori scoprono che prima di sposare Oliver Pym, Elizabeth nel tempo ha già avuto altri quattro mariti, tutti deceduti in insolite circostanze: il primo, Paul Darrell, è caduto da un ponte; il secondo è morto in un incidente di caccia; il terzo è rimasto carbonizzato nell'incendio di un cottage; il quarto è stato schiacciato da un pianoforte mal assicurato. Murdoch indaga anche su queste morti, per verificare se si sia trattato di tragiche fatalità o di omicidi; unico elemento comune è proprio Elizabeth, che però non si trovava su nessuna delle scene dei decessi. La donna respinge con sdegno i sospetti del detective e fornisce - altezzosamente ma senza resistenza - le proprie impronte digitali.
 Proseguendo nell'indagine, Murdoch scopre che tranne per la morte di Darrell, in tutti gli altri casi è stata segnalata la presenza di un uomo sospetto, sparito subito dopo. Consultando documenti e foto dell'epoca, identifica l'uomo; gli investigatori lo conoscono e lo hanno già interrogato: si tratta del fioraio che ha lavorato per il matrimonio dei Pym, Fergus Dexter. La vedova nega di conoscerlo; Margaret Brackenreid sostiene che l'uomo si è proposto da sé per il lavoro e ne fornisce l'indirizzo. Quando però Murdoch e Crabtree raggiungono il suo domicilio, trovano Dexter morto: apparentemente si è suicidato, sparandosi un colpo in testa. Murdoch è scettico: la morte di Dexter sembra eccessivamente provvidenziale. Con pazienza, usando anche un macro obiettivo, recupera le impronte sull'arma del delitto e stabilisce che sono quelle di Dexter e quelle di Elizabeth. Malgrado la prova schiacciante, la donna respinge ancora una volta le accuse e si limita ad ammettere che l'arma in questione somiglia alla pistola che lei tiene nella propria auto. Inoltre pare davvero sorpresa quando Murdoch le rivela di sospettare che i suoi mariti siano stati tutti uccisi. Sfruttando l'inedita emozione della donna, Julia riesce a farle confessare qualcosa del passato: forse quattro dei suoi mariti sono stati assassinati, ma per la morte del primo Elizabeth si sente personalmente responsabile. Psichicamente fragile, Paul Darrell si era suicidato quando lei aveva insistito per mettere fine al loro matrimonio. Aveva lasciato un biglietto di addio che la donna si porta ancora dietro; Julia ipotizza dunque che la lunga serie di traumi abbia condotto Elizabeth ad apparire così stranamente fredda. La nuova informazione in ogni caso porta all'identificazione del vero colpevole: la signora Baxter, evidentemente una falsa amica. A sua volta vedova di Edgar Darrell, la signora era la madre di Paul: ritenendo Elizabeth colpevole per la morte del figlio, aveva voluto punirla e spingerla a provare dolore e rimorso, sino a suicidarsi. Fergus Dexter, che lei ha ucciso per coprire le tracce e per cercare di incastrare l'ex nuora, è stato il suo strumento di morte. La signora Baxter confessa, ma Julia ritiene che il tribunale la giudicherà pazza, risparmiandole la forca.
 Mentre l'indagine procedeva, Crabtree è stato impegnato anche su un altro fronte: forte della sua esperienza di romanziere, ha insegnato in un corso di scrittura creativa. I suoi pochi studenti si sono però rivelati scrittori disastrosi e - da lui criticati - lo hanno abbandonato uno dopo l'altro. Unica felice eccezione, la signorina Lucy Maud Montgomery, proveniente da Cavendish, nell'Isola del Principe Edoardo, impegnata a scrivere Anna dai capelli rossi, suo primo romanzo dopo alcuni racconti. A differenza degli altri aspiranti, la ragazza ha davvero talento, anche se George non le risparmia qualche critica che lei fatica ad accettare. Poi i due si riconciliano e stabiliscono un ottimo rapporto, tanto che George si crea qualche illusione sentimentale. Lucy però ha obblighi famigliari che la richiamano a casa, vuole dedicare tempo alla scrittura e quindi rifiuta di dare inizio ad una storia d'amore, che pure la tenta. Prima della partenza, tuttavia, i due giovani hanno un'intera serata da trascorrere insieme.
 Successivamente George, felice, scoprirà che nel suo romanzo Lucy ha inserito molti dei particolari autobiografici che lui le ha raccontato.
- Altri interpreti: Arwen Humphreys (Margaret Brackenreid), Leslie Hope (Elizabeth Cummersworth / Elizabeth Pym), Alison Louder (Lucy Maud Montgomery), Mimi Kuzyk (Judith Baxter), Mag Ruffman (Eunice), Richard Stewart (Samuel Birkett), W.Joseph Matheson (Fergus Dexter), Dan Abramovici (signor Power), Tim Walker (signor Jarvis), Andy Pogson (Howard), Thom Vernon (Raymond), Dennis Cutts (Oliver Pym), Sochi Fried (Doris Pym), Ian Matheson (il pastore protestante)

## Abbagliati dal colore
- Titolo originale: Colour Blinded
- Diretto da: Leslie Hope
- Scritto da: Mary Pederson

### Trama
Alla funzione domenicale nella chiesa metodista di Toronto partecipa un ospite d'eccezione: il signor Frank Parker, che in presenza della congregazione rievoca le proprie gesta di abolizionista. Durante la Guerra civile Parker, agendo illegalmente ma secondo giustizia, ha messo in salvo numerose persone di colore. In teoria l'uomo non dovrebbe avere nemici; eppure, mentre la maggior parte dei fedeli si dedica al tè in giardino dopo la funzione, qualcuno lo uccide, accoltellandolo all'aorta dopo averlo violentemente colpito alla testa. I primi rilievi sono opera di Rebecca, che frequenta la chiesa, ma Julia è in grado di confermarli. Uniche tracce utili sono alcune macchie di sangue sulla maniglia della porta d'accesso alla stanza dove il corpo è stato ritrovato e sulla giacca della vittima: sembra che l'assassino abbia cercato qualcosa. E poi c'è un misterioso pezzettino d'avorio che è stato trovato vicino al corpo. Non è chiaro sin da subito come siano andate le cose e gli investigatori si preparano ad una non facile indagine. Tuttavia il nuovo capo della polizia, il comandante Davis, la pensa diversamente: poiché la chiesa è frequentata da neri, mentre la vittima era bianca, a suo parere il colpevole non può essere che uno dei presenti alla funzione. Consapevoli dei pericoli insiti nella motivazione razziale, Brackenreid e il consigliere Hubbard vorrebbero smorzare i toni; Davis però fa frettolosamente arrestare Isaac Lowry, uno dei fedeli che ha mostrato un atteggiamento ostile e che presenta un taglio ad una mano compatibile con l'aggressione a Parker. L'ostilità di Lowry si spiega con il fatto che in gioventù Parker aveva sedotto sua madre, distruggendo la famiglia; il taglio però è vecchio e in mancanza di prove certe Lowry viene rilasciato. Purtroppo il comandante Davis ha già permesso che l'arresto fosse largamente pubblicizzato, e di lì a poco Lowry finisce in ospedale dopo esser stato violentemente aggredito da un gruppo di cittadini vendicativi, che lo considerano comunque colpevole. Murdoch invece preferisce attenersi alle prove per continuare utilmente l'indagine. Tra gli effetti personali di Parker vengono trovati 200 dollari nascosti, e un indirizzo che conduce all'abitazione dei coniugi Thomson. Entrambi negano di aver conosciuto la vittima anche se il signor Thomson, che intende candidarsi al Parlamento, ipotizza che l'uomo potesse essere uno dei suoi elettori. Il giardiniere però riconosce Parker come l'uomo che un giorno si era presentato alla casa, ma non era stato fatto entrare.
 In ogni caso, ci sono molte altre persone che potrebbero aver taciuto informazioni utili. C'è ad esempio una misteriosa donna pesantemente velata che era presente alla funzione ma che poi sembra essere sparita; c'è il reverendo Earle, restio a coinvolgere qualcuno dei fedeli; e c'è Nate Desmond, il giovane spasimante di Rebecca, che mettendo in difficoltà la ragazza nei confronti del detective Murdoch, ha mentito sui propri movimenti dopo la funzione. Interrogato da Murdoch, Nate finisce per ammettere di aver visto il reverendo Earle gettare qualcosa in giardino. Con l'aiuto di Crabtree, Murdoch scopre che quel qualcosa è l'arma del delitto: il coltello con cui è stato colpito Parker.
 Quando Murdoch (dopo averla casualmente vista e inseguita per strada) riesce ad identificare la donna velata come la signora Thomson, le cose sembrano chiarirsi. La donna infatti dà spiegazioni poco convincenti sulla sua frequentazione della chiesa, e Murdoch ipotizza piuttosto l'esistenza di una relazione tra lei e il reverendo Earle: se scoperta, la cosa avrebbe portato ad uno scandalo enorme. Forse la morte di Parker, che malgrado i soldi ritrovati risultava essere in grave difficoltà economica, è legata ad un ricatto. Messi alle strette però, il reverendo Earle e Gloria Thomson forniscono un'altra spiegazione: anche se la signora Thomson sembra una donna bianca, i due sono fratello e sorella. La loro madre è morta tempo prima a Cincinnati e Frank Parker era il loro padre, presentatosi di recente per chiedere soldi: l'uomo era in possesso di una vecchia foto di Gloria e minacciava di rivelare tutto. Il reverendo ammette di aver gettato il coltello, di aver preso la foto dal taschino di Parker e finisce per confessarsi colpevole. Murdoch però non è pienamente convinto e pensa che l'uomo abbia soltanto voluto proteggere la sorella. Inoltre c'è anche quel pezzetto d'avorio che ancora non è stato giustificato.
 Mentre la signora Thomson si risolve a confessare la verità al marito, dato che presto il caso diventerà di dominio pubblico, Murdoch capisce come sono andate realmente le cose. Il signor Thomson sapeva già tutto: è lui che ha pagato Parker (c'è la sua grafia sulla busta dei soldi) ed è lui che lo ha ucciso per salvare le apparenze e la propria carriera politica, sapendo che il ricattatore non si sarebbe mai fermato. Il pezzetto d'avorio viene dal suo bastone da passeggio. Thomson, disgustato e risentito, non può negare: viene arrestato sotto lo sguardo inorridito della moglie.
 A conclusione dell'indagine, Murdoch e Rebecca si chiariscono a proposito della menzogna di Nate Desmond; riflettono poi sui pregiudizi, che anche il detective (in quanto cattolico) ha spesso dovuto affrontare. Incoraggiata da Murdoch ad essere forte, e migliore di chiunque voglia denigrarla, Rebecca torna con Nate nel ristorante di lusso da cui di recente erano stati respinti. Forse non saranno serviti, ma questa volta non se ne andranno.
- Altri interpreti: Leah Doz (Gloria Thomson), Cody Ray Thompson (Andrew Thomson), Jordan Johnson-Hinds (Nate Desmond), Sandra Caldwell (Geraldine Desmond), Richard Clarkin (comandante Davis), Romaine Waite (padre Solomon Earle), Rothaford Gray (consigliere William Peyton Hubbard), Lamont James (Isaac Lowry), Mark Walker (Frank Parker), Chris Handfield (il maitre), Nic Rhind (leader degli aggressori)

## La ragazza selvaggia
- Titolo originale:  Wild Child
- Diretto da: Jill Carter
- Scritto da: Carol Hay

### Trama
Nella foresta viene ritrovato il corpo di un uomo, intrappolato in una tagliola e gravemente mutilato. Sembrerebbe esser rimasto vittima della stessa bestia che ha già dato molti problemi agli allevatori della zona, la bestia per cui erano state messe le trappole: l'uomo però è stato anche accoltellato alla schiena e l'autopsia rivela che è morto dissanguato.
 L'agente Higgins ha un'idea precisa su chi possa essere il colpevole dell'aggressione: una ragazza selvaggia, esibita come curiosità e attrazione dal signor Mick Travis; lui stesso l'ha vista la sera precedente, pagando dieci centesimi. L'accampamento di Travis dista solo mezzo miglio dal luogo del ritrovamento; il guardiano assicura però che la ragazza selvaggia, che lui ha chiamato Fen, è rimasta chiusa nella sua gabbia per tutta la notte. Dice di averla trovata dieci anni prima sui Monti Appalachi e quando Murdoch manifesta l'intenzione di fermarla, ne rivendica la piena e legale proprietà; il detective è frustrato dalla situazione ma per ora non può fare nulla, nemmeno esaminare la ragazza. Le cose cambiano però quando Fen scompare, fuggendo dalla gabbia grazie al lucchetto difettoso: potrebbe aver fatto lo stesso anche la notte dell'omicidio. Per ora in ogni caso gli investigatori vogliono solo trovarla e metterla al sicuro, evitando che qualcuno dei cacciatori che già si sono messi alla sua ricerca le spari senza cerimonie. Murdoch e Crabtree, muniti di occhiali per la visione notturna, perlustrano la parte di foresta dove più probabilmente può essersi nascosta Fen. La trovano infatti, e scoprono anche che la ragazza non è fuggita, ma è stata nascosta da Travis.
 Di nuovo nell'intento di proteggerla e di capire quale sia il suo ruolo nella morte dello sconosciuto, Murdoch fa ricoverare Fen nel manicomio diretto da Julia. La dottoressa ripulisce la ragazza, il cui aspetto era stato inselvatichito ad arte: persino i suoi denti sono stati limati e resi aguzzi. L'aspetto di Fen migliora nettamente ma purtroppo il suo calco dentale combacia con il morso rilevato sul corpo della vittima nella foresta.
 Julia inizia a studiare i gesti e il comportamento di Fen, che non parla, ma è anche distratta da un grave problema personale. Sistemando gli ultimi rilievi sul caso Braxton, Rebecca ha infatti scoperto che a causa delle sue condizioni fisiche la signora Braxton era impossibilitata ad avere figli, quindi non può essere lei la madre del piccolo Roland, adottato dai Murdoch. Tra mille dubbi e ripensamenti, Julia decide infine di scoprire da dove venga realmente il bambino; tace con il marito, ma si rivolge a Winifred "Freddie" Pink, che in città ha già aperto la propria agenzia investigativa, e la incarica di verificare se Roland abbia ancora una famiglia. Freddie non tarda a scoprire che la madre del piccolo è morta di parto; Joanne Braxton era la levatrice. Al padre, lontano per lavoro, era stato detto che anche il bambino non era sopravvissuto: nessuno verrà mai a cercare Roland, quindi ora spetta a Julia decidere cosa fare. Ma non è facile: anche quando scopre che il padre di Roland, Harold Connor, è un uomo buono e onesto, molto addolorato per la perdita della moglie e del figlio, Julia esita ad informare William, che come lei stessa si è ormai profondamente affezionato al bambino.
 Nel frattempo l'indagine procede: la vittima della foresta viene identificata come Hugo de Jaager e tra le sue cose viene ritrovato un diario che aiuta finalmente a chiarire molte cose. Da ragazzo, Hugo aveva visto due bambini selvaggi, un maschio e una femmina; lo aveva raccontato alla madre, ma nessuno gli aveva mai veramente creduto. In seguito aveva smesso di parlare dell'avventura, ma una volta cresciuto si era riproposto di trovare i bambini: la femmina, credeva di averla rintracciata a Toronto.
 Dunque Travis ha mentito sulla zona di ritrovamento di Fen, ben lontana dagli Appalachi, e potrebbe avere un movente per l'uccisione di de Jaager: ma ancora mancano le prove. Cercando tra vecchi articoli di giornale, Crabtree riesce a rintracciare notizie più certe sui bambini: due orfani di 8 e 11 anni, un tempo fuggiti dalla fattoria "Home Chidren" in cui venivano impiegati come manodopera gratuita. Per almeno tre anni erano riusciti a vivere nei boschi, poi il bambino era morto, presumibilmente in seguito ad un attacco di lupi: i suoi resti erano stati identificati. Della bambina si erano perse le tracce, sino al suo incontro con Travis.
 Osservando il comportamento di Fen, Julia riesce finalmente a capire che la ragazza identifica Travis come figura paterna: quindi è lei ad aver ucciso Hugo per difendere lo stesso Travis, dato che probabilmente i due avevano avuto un alterco. Anche se l'impresa sarà ardua, Julia decide di tenere Fen in manicomio perché spera di aiutarla a riavvicinarsi alla civiltà. Inoltre la vicenda appena conclusa, così segnata dal valore dei legami affettivi, le fa prendere una difficile decisione: racconta a William tutta la verità su Roland e insieme a lui, con molto dolore, riporta il piccolo a casa, dal legittimo padre.
- Altri interpreti: Alex Paxton-Beesley (Winifred "Freddie" Pink), Jordan Todosey (Fen), Michael Hough (Mick Travis), Mark Irvingsen (signor Hewitt), David Patrick Flemming (Harold Connor), Curtis Parker (Hugo de Jaager), Jaeden Noel (il monello), Ryan Brownlee (il vagabondo)

## Il ricovero dei senzatetto
- Titolo originale: House of Industry
- Diretto da: Harvey Crossland
- Scritto da: Maureen Jennings

### Trama
Profondamente rattristati per la perdita del piccolo Roland, Murdoch e Julia hanno deciso di prendersi una breve vacanza fuori città, approfittando del fatto che la dottoressa deve presenziare ad un congresso di psichiatria. Il progetto salta però quando si presenta un nuovo caso di omicidio a cui Murdoch non vuole rinunciare; Julia dunque parte da sola.
 Alla "House of Industry", il rifugio dove gli indigenti ricevono dal Comune vitto e alloggio in cambio di lavoro, un uomo è stato ucciso: gli hanno tagliato la gola nella vasca in cui stava facendo il bagno. La vittima è Jefferson Brick, presente al rifugio da un paio di settimane. L'autopsia rileva alcuni strani particolari: il corpo risulta sin troppo curato, per essere quello di un senzatetto, e sul palmo di una delle mani è stata scritta una criptica sequenza di lettere e numeri. Murdoch e Crabtree rimangono perplessi anche di fronte al nome della vittima, che ricorda loro qualcosa: in effetti Jefferson Brick è un personaggio minore nel romanzo Martin Chuzzlewit di Charles Dickens, quindi la vittima si nascondeva sotto falso nome. La sua vera identità emerge quando Edmund Sheppard, direttore del Saturday Night Magazine si presenta alla Stazione n°.4 per denunciare la scomparsa di Cal Graveman, uno dei suoi giornalisti. Graveman stava conducendo dall'interno un'inchiesta sulle condizioni di vita nel rifugio e avrebbe dovuto consegnare l'articolo il mattino successivo alla sua morte. L'ultima notizia che Sheppard ha avuto di lui è un telegramma che sembrava accennare ad un problema su cui Graveman aveva ancora qualche dubbio. Al giornalista infatti non piaceva tenere in giro i propri appunti e preferiva inviarsi dei telegrammi in codice, come promemoria. Purtroppo Sheppard non è in grado di decrittare interamente il codice, che dev'essere anche legato alla scritta sulla mano del cadavere. Dagli interrogatori agli ospiti del rifugio, molto diffidenti nei confronti della polizia, non emerge quasi nulla; Murdoch decide dunque di entrate alla "House of Industry" sotto falsa identità. Occupa il letto del defunto Brick e cautamente prende contatto con John Dempsey, un ospite del rifugio che pare meno ostile di altri. Quasi subito Murdoch scopre che i senzatetto vengono spesso impiegati come manodopera a basso costo nella segheria del signor Riley, anche se il loro lavoro non dovrebbe essere svolto per un privato, ma solo per il Comune. La cosa è interessante perché il detective ha trovato tracce di segatura sui lacci delle scarpe del defunto Brick. Grazie all'esperienza maturata in gioventù come taglialegna, Murdoch viene presto scelto per la segheria, attirandosi il rancore di Wardell, un altro senzatetto che ambiva allo stesso lavoro. Al termine del suo primo turno Murdoch sfugge fortunosamente ad un tentativo di seduzione della signora Riley (che ha l'abitudine di "usare" gli operai in maniera molto personale) e trova conferma del fatto che Graveman si fosse interessato alla segheria.
 Nel frattempo Crabtree, Higgins e Rebecca cercano di provare la Banana split, un gustoso dessert di recente invenzione; si trovano invece a fronteggiare uno spiacevole caso di truffa che coinvolge un furbo ragazzino.
 L'indagine procede e la polizia riceve la notifica di una denuncia anonima, fatta la notte del delitto e relativa ad un corpo che sarebbe stato sepolto a nord di Pottery Road, proprio nei pressi della segheria. Forse è stato Graveman a fare la denuncia, e a questo si riferiva il suo ultimo telegramma: il giornalista potrebbe aver visto chi ha sepolto il corpo. Il giorno successivo arriva alla segheria per un sopralluogo l'agente Frank Peekes della Stazione n°.5, e Dempsey sembra diventare molto nervoso. Poiché il poliziotto, già venuto altre volte, non può non essersi accorto dell'uso illecito che Riley fa degli operai, Murdoch ipotizza che sia stato pagato per chiudere un occhio. Peekes però giustifica in altro modo la sua presenza: è lì per cercare un collega scomparso, il cadetto Robert Hall, che era stato incaricato di fare un controllo alla segheria. Ricordando i messaggi in codice di Graveman, Murdoch capisce che il corpo sepolto deve essere quello di Hall; accusa Dempsey dell'omicidio, ma l'uomo gli rivela di essere lui il testimone che ha passato alla polizia l'informazione anonima: a seppellire il corpo è stato Peekes. Evidentemente Hall aveva scoperto la rete di corruzione. I due si recano alla fossa ma il corpo è scomparso: messo in allarme, Peekes deve averlo spostato. Murdoch pensa che possa addirittura aver tentato di distruggerlo, e infatti nella segheria vengono trovate numerose tracce di sangue. Sorpresi da Peekes e dal suo complice Wardell, Murdoch e Dempsey sono costretti ad ingaggiare una violenta rissa; il detective sta per avere la peggio, ma viene salvato da Dempsey, mentre è Peekes che - caduto su di una sega in funzione - incontra una macabra fine. Wardell invece viene arrestato.
 Il caso di omicidio è risolto; prima di tornare da Julia, Murdoch si congeda amichevolmente da Dempsey. Rimane però il problema della corruzione: il comandante Davis minimizza, addossando tutta la responsabilità al solo Peekes e facendo chiaramente capire che intende tener fuori dalla questione il resto della Stazione n°.5, dove lui stesso ha lavorato. Tutt'altro che persuaso, l'ispettore Brackenreid comunica a Murdoch la sua intenzione di fare il possibile per arginare e denunciare la corruzione.
- Altri interpreti: Richard Clarkin (comandante Davis), Meegwum Fairbrother (John Dempsey), Thomas Mitchell (agente Frank Peekes), Jason Martorino (Sid Adair), Tyler McMaster (Fred Wardell), Peter DaCunha (Ewan Gallacher), Daniela Vlaskalic (la truffatrice), Brad Rudy (Edmund Sheppard), Peter Millard (il sovrintendente), Trent McMullen (il responsabile della segheria), Alyson Court (signora Candace Riley), Peter Valdron (signor Riley), Elias Scoufaras (Jefferson Brick / Cal Graveman)

## Per la miseria
- Titolo originale: Bl..dy H.ll
- Diretto da: Harvey Crossland
- Scritto da: Paul Aitken

### Trama
Rebecca soccorre per strada un operaio caduto da un'alta scala. Purtroppo l'uomo muore sotto le sue mani e la ragazza rimane profondamente turbata: inizia infatti a chiedersi se il suo tentativo di aiutarlo non abbia aggravato i danni.
 Nel frattempo alla Stazione n°4 arriva Eddie Crawford: l'uomo è stato arrestato perché nel suo banco dei pegni era esposto un servizio da tè rubato. Il negozio rientrerebbe nella giurisdizione della Stazione n°.5, ma la denuncia della cliente è stata sporta presso la n°.4: sono dunque Murdoch e Brackenreid a farsi carico del caso. Quando, durante l'interrogatorio, Crawford si lascia sfuggire un criptico accenno ad un tentativo di corruzione, l'attenzione dell'ispettore si risveglia. Dopo qualche pressione, Crawford vuota il sacco: rivela di pagare regolarmente una tangente in cambio di protezione, ma non sa esattamente a chi finiscano i soldi. Tutto però ha avuto inizio quattordici anni prima, nel 1889, quando Jeffers Davis (all'epoca un semplice agente) chiedeva pagamenti di 5 dollari, attualmente aumentati a 15. Crawford rifiuta di firmare una dichiarazione perché ha troppa paura di Davis, che in passato lo ha già malmenato. Murdoch e Brackenreid però hanno bisogno di prove certe, prima di denunciare la faccenda al sindaco e alla Commissione di Controllo: decidono quindi di partire dal presupposto che i pagamenti vengano effettuati anche da altri, e spulciando i vecchi verbali di arresto trovano molti nomi utili. Decidono anche di seguire il denaro, cercando di arrivare al vertice della piramide; segnano alcune banconote e le forniscono a Crawford perché con quelle effettui il suo prossimo pagamento. Con un appostamento individuano uno dei riscossori: si tratta dell'agente Jenson, in organico alla Stazione n°.5, che fermato e messo alle strette fa il nome di Davis. In relazione alla riscossione del pagamento fatto da Crawford le cose però si ingarbugliano: sulla scena compare una donna che prende e poi perde la busta con il denaro. Quando Brackenreid tenta di inseguirla, raccoglie i soldi e con quelli tra le mani viene sorpreso da Davis, sopraggiunto con grande tempismo. La situazione è completamente ribaltata: ora è l'ispettore ad essere sospettato per il giro di corruzione.
 Di fronte al procuratore Gordon, Murdoch e Brackenreid cercano di spiegare quale fosse il loro piano: purtroppo però i soldi recuperati non sono quelli segnati, Crawford e Jensen negano di aver mai denunciato Davis, e il comandante stesso sostiene di essere arrivato a Brackenreid dopo aver iniziato ad indagare sul giro di estorsioni dell'agente Peekes. Evidentemente si tratta di un complotto, una trappola ben organizzata: Brackenreid viene sollevato dal suo incarico e la Stazione n°.4 finisce momentaneamente sotto la supervisione di Davis. A Brackenreid viene offerto un compromesso: se la Stazione n°.5 resterà fuori dalle possibili accuse, l'ex ispettore non verrà licenziato ma trasferito all'Archivio comunale; con la morte nel cuore, per salvare la pensione e per non mettere la famiglia in difficoltà economica, Brackenreid accetta. Si trova così a lavorare in un ambiente monotono e grigio, sotto la direzione del pignolissimo signor Dilton che, tra le altre cose, ha l'abitudine di imporre multe per il turpiloquio. Brackenreid non può sentirsi a proprio agio, ma paradossalmente è nell'Archivio che finisce per trovare un possibile modo per incastrare Davis. Lavorando al nuovo sistema di archiviazione, visiona alcuni fascicoli che presentano degli errori, ordini per materiali destinati a molte Stazioni di polizia che però non sono mai arrivati: tutti i falsi acquisti sono iniziati nell'ottobre dell'anno precedente, quando Davis è diventato il nuovo comandante. Brackenreid parla con Dilton e questi accetta di indagare e di raccogliere prove; mentre lo fa viene però aggredito, e i documenti scompaiono. Poiché Dilton aveva diligentemente seguito la procedura, informando chi di dovere, si può ipotizzare che dietro lo spiacevole episodio ci sia qualche membro della Commissione di Controllo. Il consigliere Hubbard, che in passato ne ha fatto parte, conferma i sospetti. Occorrono però le prove, e l'unico modo per ottenerle è passare attraverso la donna misteriosa che ha contribuito ad incastrare Brackenreid. Con la collaborazione di Crabtree, sfruttando intelligentemente le poche tracce a disposizione, Murdoch individua la persona in questione; non si tratta di una donna bensì di un travestito: Vidor Szabo, un ungherese ricattato da Davis per ottenere favori. Nemmeno Szabo desidera collaborare e testimoniare; Davis però lo cerca per convincerlo a lasciare la città: e il loro incontro, opportunamente registrato da Murdoch, è la prova definitiva contro il comandante.
 A rischio di essere accusato di frode, estorsione, aggressione e collusione con la Commissione di Controllo, Davis accetta di denunciare le proprie coperture e di essere a sua volta trasferito all'Archivio comunale. Brackenreid invece riprende trionfalmente il proprio posto.
 Nel frattempo Rebecca ha trovato un po' di pace: esortata dalla dottoressa Ogden ad essere un buon medico, imparziale e capace di affrontare le difficoltà del proprio ruolo, ha eseguito l'autopsia dell'operaio, scoprendo che la morte dell'uomo è semplicemente dovuta ad avverse circostanze.
- Altri interpreti: Richard Clarkin (comandante Davis), David Hewlett (Dilbert Dilton), Neil Crone (procuratore capo della Corona Gordon), Craig Brown (Eddie Crawford), Mihaly Szabados (Vidor Szabo), Rothaford Gray (consigliere William Peyton Hubbard), Gray Powell (agente Jenson), Michael Levinson (lo strillone), Neil Davison e Andrew Fleming (gli installatori di finestre)

## Da Buffalo con amore
- Titolo originale: From Buffalo with Love
- Diretto da: Peter Mitchell
- Scritto da: Michelle Ricci

### Trama
Durante uno spettacolo di burlesque allo Star Room Theatre uno dei clienti abituali viene ucciso con un colpo di pistola calibro 22 alla tempia destra. A chiamare la polizia è George Crabtree, quella sera presente tra il pubblico. Malgrado il locale fosse molto affollato, nessuno sembra aver notato qualcosa e il rumore dello sparo, attutito da un canovaccio che l'assassino ha preso dal bancone del bar, è passato inosservato; al momento del delitto era in scena la signorina Nina Bloom, la principale attrazione del locale, e l'attenzione di tutti era rivolta a lei.
La vittima si faceva chiamare Jerry e sembrava avere un debole per una delle attrici, Lydia Hall: la ragazza indica agli investigatori il domicilio dell'uomo. Tra le cose del morto viene ritrovato un certificato di nascita che lo identifica come Gerald Sloan, nato a Boston; un controllo del documento però lo rivela falso.
 Mentre George, attratto e affascinato da Nina, cerca invano altre tracce al locale, Brackenreid e Murdoch decidono di partire per Boston. Lì prendono contatto con il detective Walker del 26º Distretto e da lui ottengono finalmente notizie interessanti: il vero nome della vittima dello "Star" era Jerry Sachs, un criminale ed un informatore che aveva spedito in galera il proprio capo: Giuseppe Falcone, fondatore della locale sezione della Mano Nera. Dopo la testimonianza, per sicurezza Sachs era stato mandato a Toronto sotto falso nome. La moglie di Sachs è più arrabbiata che addolorata: tutta la famiglia avrebbe dovuto trasferirsi in Canada, ma in realtà il marito ha abbandonato lei e i loro tre figli. Per la sera dell'omicidio, in ogni caso, la donna ha un alibi confermato: si trovava al lavoro, ora è solo contenta di poter ricominciare la propria vita. Interrogato in carcere, Falcone ammette di aver conosciuto Sachs, ma nega di averne ordinato l'omicidio.
 Mentre a Boston Brackenreid scopre la bontà delle alette di pollo fritte con salsa piccante, a Toronto George approfondisce il suo rapporto con Nina: è consapevole del fatto che il mestiere della ragazza le conferisce un'ambigua fama, ma l'attrazione che prova per lei è troppo forte. E Nina lo seduce senza sforzo eccessivo. In seguito i due si chiariscono: Nina spiega che ragazze come Lydia lavorano allo "Star" per accalappiare un marito, lei invece lo fa perché le piace. Rivendica anche per sé quella libertà che di solito la società concede soltanto agli uomini, e George accetta la sua posizione. Durante uno dei loro incontri fa anche una scoperta: una pistola nascosta tra gli abiti di scena di Lydia. La ragazza sembra scomparsa ma con l'aiuto di Nina, Crabtree la rintraccia a casa dei suoi genitori. Interrogata, con molte esitazioni Lydia racconta che la sera dell'omicidio un uomo era entrato in camerino e aveva lasciato la pistola; inizialmente si pensa che l'uomo possa essere Miles Hart, il nuovo cameriere del locale, l'unico che provenga da Boston; poi però Lydia si decide a rivelare che si tratta di Joe, un altro dei clienti abituali dello "Star". Di ritorno da Boston, Brackenreid e Murdoch identificano l'uomo come Giuseppe Falcone jr, il figlio del boss incarcerato; lo rintracciano presso un hotel cittadino e lo fermano. All'inizio dell'interrogatorio Falcone ammette di essere stato allo "Star" la sera del delitto, ma non ammette nient'altro; poi, pressato dal detective, riconosce come sua la pistola e rivela di aver avuto l'intenzione di uccidere Sachs, senza però riuscirci: solo per orgoglio ha lasciato che tutti lo credessero capace di aver vendicato il padre. Purtroppo si scopre che Falcone ha detto la verità: la perizia balistica dimostra che la sua pistola non ha sparato il proiettile fatale.
 Alla fine, la giusta soluzione del caso passa di nuovo attraverso Lydia. Desiderosa di farsi sposare dal "suo" Jerry, la sprovveduta ragazza era andata a Boston per affrontarne la moglie: da lei la signora Sachs, e in seguito Falcone jr, avevano saputo dove si nascondesse Jerry. Ad occuparsi dell'omicidio, dopo il fallimento di Falcone, è stato il nuovo spasimante della signora Sachs, proprio quel Miles Hart che si era fatto assumere allo "Star" come cameriere. Muniti dei necessari documenti di estradizione, gli investigatori tornano a Boston, dove l'uomo si è rifugiato, e lo arrestano.
 Durante l'indagine Brackenreid e Murdoch si sono accorti della relazione esistente tra Nina e George, iniziando a preoccuparsi per lui, data la reputazione della ragazza. Solo Julia ha difeso i due, ricordando quanto George debba essersi sentito solo dopo aver perduto tanto Edna quanto Emily. Lo stesso Crabtree dubita forse che Nina sia la donna veramente giusta per lui; tuttavia ad una serata organizzata da Margaret Brackenreid per fargli conoscere una "brava ragazza", George arriva accompagnato da Nina, e la presenta come la sua nuova fidanzata.
- Altri interpreti: Arwen Humphreys (Margaret Brackenreid), Erin Agostino (Nina Bloom), Katy Breier (Lydia Hall), Austin Di Iulio (Joe Falcone), Michael Miranda (Giuseppe Falcone), Hannah Cheesman (signora Sachs), Charlie Gallant (Miles Hart), Patrick McManus (detective Harvey Walker), Tayo Jacob (il barista), David Fraser (lo chef), Sidonie Wybourn (Hermione Greenhammer)

## Verrà l'arciere
- Titolo originale: Cometh the Archer
- Diretto da: Peter Mitchell
- Scritto da: Peter Mitchell, Simon McNabb e Jordan Christianson

### Trama
Domenica mattina: contrariamente al solito Murdoch non è andato in chiesa, e Julia non è impegnata in alcun evento benefico. I due oziano tranquillamente nella loro stanza al "Windsor House Hotel" e fanno progetti per il futuro: la costruzione della nuova casa, la possibilità di adottare un altro bambino. Bussano alla porta per il servizio in camera e Julia, che ha ordinato la colazione, va ad aprire: qualcuno le spara contro tre colpi di pistola e si dilegua. William non ha visto nulla, ha solo udito il rumore degli spari e non può far altro che disperarsi per il ferimento della moglie. Arrivata in ospedale, Julia viene subito operata; William dona il suo sangue per una trasfusione, e così contribuisce a salvarle la vita. Le condizioni di Julia rimangono però molto gravi: non risponde agli stimoli, forse cadendo ha battuto la testa, e il suo medico dice di temere che la donna possa non risvegliarsi mai più.
 Nel frattempo all'Hotel sono iniziate le indagini: l'arma che ha sparato non si trova e gli addetti ai piani, la signorina Winters e il signor James, negano di aver consegnato il servizio in camera. L'unico estraneo che è stato visto in cucina è Liam McFarland, un ex facchino licenziato di recente: subito rintracciato, l'uomo ammette di essere stato all'Hotel, ma solo per rubare una bottiglia di vino. Racconta però di aver visto un altro uomo che chiedeva della dottoressa Ogden; lo aveva giudicato strano, nervoso e agitato, quindi non gli aveva detto ciò che voleva sapere. McFarland aiuta la polizia a fare un identikit; l'uomo misterioso potrebbe essere un ex paziente della dottoressa, ma trovarlo non sarà facile. Gli agenti Higgins, Jackson e Worsley vengono mandati in borghese all'Hotel per fare domande, ma ottengono scarsi risultati.
 Murdoch intanto non si rassegna a perdere Julia e costruisce addirittura uno strumento in grado di registrare l'attività elettrica del cervello; all'inizio l'apparecchio sembra non funzionare, ma in seguito compaiono chiari segni vitali. Ancora però Julia non si risveglia e William si risolve a lasciarla momentaneamente per partecipare anche lui all'indagine. All'Hotel, cercando tra la documentazione dei vecchi casi della dottoressa, trova alcune lettere anonime che sembrano indicare che qualcuno voglia vendicare la morte della propria moglie, avvenuta al manicomio. Prima di poter fare qualcosa Murdoch però perde i sensi: il suo tè è stato drogato. Quando i colleghi lo raggiungono all'Hotel, scoprono che Murdoch è scomparso, verosimilmente portato via nascosto in un carrello della biancheria. Nella sua stanza c'è molto sangue sparso, e c'è il cadavere dell'agente Worsley, rimasto solo dopo che una falsa chiamata aveva fatto rientrare Higgins e Jackson alla Stazione.
 Le donne decedute al manicomio sono molte, e i loro mariti potrebbero essere ovunque, ma l'attenzione degli investigatori finisce per concentrarsi su di un nome in particolare: quello di Donald Chapman. Rintracciato, l'uomo rivela un aspetto che coincide effettivamente con l'identikit che è stato fatto, ma la pista si rivela parzialmente sbagliata. Chapman ammette di essere stato a Toronto e di essere andato all'Hotel, ma solo perché la dottoressa Ogden lo aveva chiamato, per parlare con lui e per scusarsi. Esibisce una lettera, il cui stile ricorda quello delle altre lettere anonime: evidentemente sono state tutte falsificate da qualcuno che voleva creare false tracce.
 Nel frattempo Murdoch si risveglia, legato al letto in una casa sperduta tra boschi coperti di neve, e scopre di essere in balia di Eva Pearce. La donna è più che mai ossessionata dal detective, convinta che stare insieme sia il loro destino: dice di volergli dare un figlio, gli racconta il piano che ha attuato (compresa l'aggressione a Julia), canta per lui. Murdoch le resiste come può.
 A Toronto Julia esce finalmente dal coma e apprende della scomparsa di William. Benché non si sia completamente ripresa, anche lei si mette a cercare tracce utili tra i casi dei suoi vecchi pazienti e rievocando le sedute con Eva Pearce, la individua come responsabile dei loro attuali guai. Trova anche l'indirizzo di una baita di famiglia e là si dirige, dopo essersi armata con il proprio arco.
 All'arrivo sorprende Eva e con lei ingaggia un durissimo scontro; a fatica riesce ad avere la meglio, uccidendo la rivale. La raggiunge William, che nel frattempo è riuscito a liberarsi, e insieme si dirigono di nuovo in città. Brackenreid e Crabtree, condotti lì dalle stesse tracce trovate dalla dottoressa, li incontrano sulla via del ritorno. Julia, esausta, chiede di essere riportata in ospedale.
- Altri interpreti: Kristian Bruun (agente Jackson), Daiva Johnston (Eva Pearce), Sean Arbuckle (dottor George Maharris), Sean Harraber (agente Worsley), Josh Cruddas (Donald Chapman), Ryan Reid (Liam McFarland), Chris Baker (Donald James), Alan Lee (Smith), Hillary Carroll (Emily Winters), Elana McMurtry (l'infermiera), Kyle Meagher (un ragazzo), Alastair Love (un uomo), Alexander Krstich (il cocchiere)